# Voiture électrique
Pour un article plus général, voir Véhicule électrique.

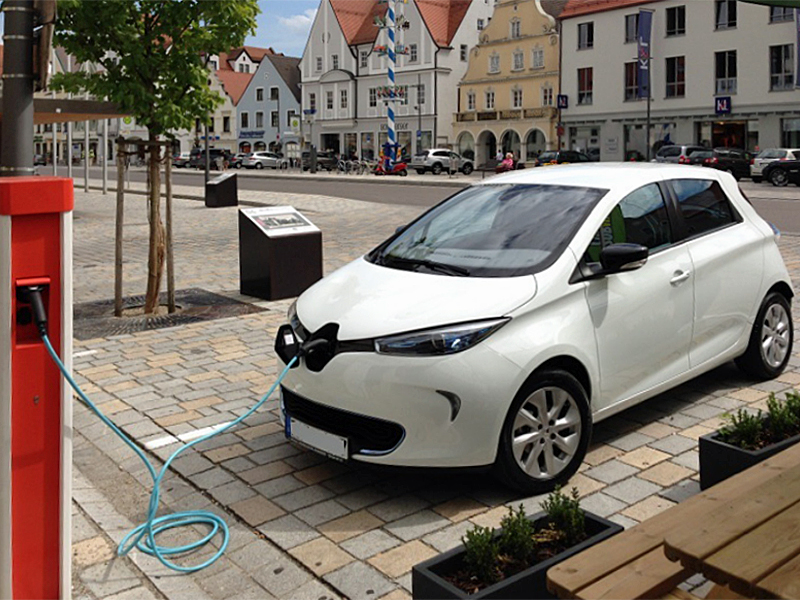
Une voiture électrique Renault Zoe en cours de charge en 2014.

Une voiture électrique (ou automobile électrique) est une automobile mue par un ou plusieurs moteurs électriques, généralement alimentés par une batterie d'accumulateurs voire une pile à hydrogène.
Parmi les modèles de chacune de ces filières, on peut citer la Tesla Model 3 et la Renault Zoe équipées de batteries et la Toyota Mirai dotée d'une pile à combustible.
La part de marché de la voiture électrique atteint 12,4 % au niveau mondial en 2023 et 14 % en Europe ; les parts de marché les plus élevées fin 2023 se rencontrent en Norvège (79,6 %), en Islande (58,4 %), au Danemark (44,9 %), en Suède (39,8 %), en Finlande (35,3 %) et aux Pays-Bas (35,1 %) ; en France : 20,3 %, en Allemagne : 19,6 %, au Royaume-Uni : 17,6 % ; elles se situent en 2023 à 25 % en Chine, 7,5 % aux États-Unis.
Fin 2024, le parc mondial de voitures 100 % électriques atteignait 54 millions de véhicules. En 2023, elles sont principalement présentes en Chine (57 %), en Europe (24 %) et aux États-Unis (12,5 %). Le nombre de voitures électriques vendues en Europe a dépassé celui des voitures Diesel en décembre 2021.
En 2023, au Danemark, en Suède, au Luxembourg et aux Pays-Bas, les voitures purement électriques représentent plus de 5 % du parc de voitures, tandis que la moyenne dans l'Union européenne est de 1,7 %.

## Histoire

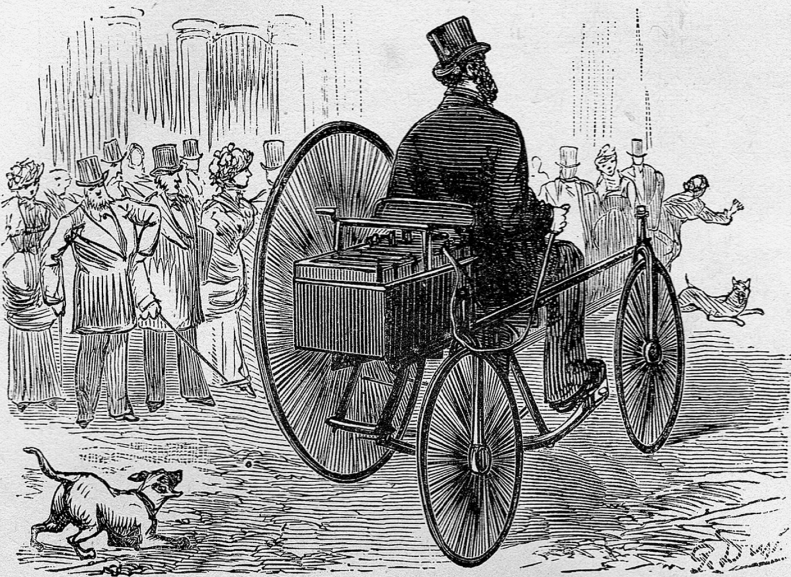
Le premier véhicule électrique présenté en public, par Gustave Trouvé en 1881.

Les premières voitures électrique suivent l'invention, au XIXe siècle, des batteries d'accumulateurs et des machines électriques ; des inventeurs des Pays-Bas, de Hongrie et des États-Unis créent les premiers modèles de véhicules électriques de petite taille au cours du siècle. En parallèle, Robert Anderson développe un chariot électrique grossier qui est crédité comme la première voiture électrique,. À partir de la seconde moitié du XIXe siècle, des inventeurs britanniques et français commencent à développer des modèles pratiques de voitures électriques. L'électricité est l'une des méthodes préférées pour la propulsion automobile à la fin du XIXe siècle et au début du XXe siècle, offrant un niveau de confort et une facilité d'utilisation que les voitures à essence de l'époque ne peuvent pas atteindre. L'invention du démarreur électrique en 1912 et la production de masse de voitures à essence par Ford renversent cependant le marché, et les voitures électriques disparaissent peu à peu.
Dans les années 1960, la peur d'un éventuel pic pétrolier et la hausse des prix des carburants motivent plusieurs constructeurs automobiles américains à créer de nouveaux prototypes de voitures électriques. Le développement des piles à combustible offre alors une alternative aux batteries, et les performances de ces nouveaux véhicules sont bien supérieures à celles de leurs ancêtres. Ces prototypes ne se sont cependant toujours pas concrétisés dans les années 1980, bien qu'une grande part des véhicules industriels en usine, tels que les charriots élévateurs, soient dès lors électriques.

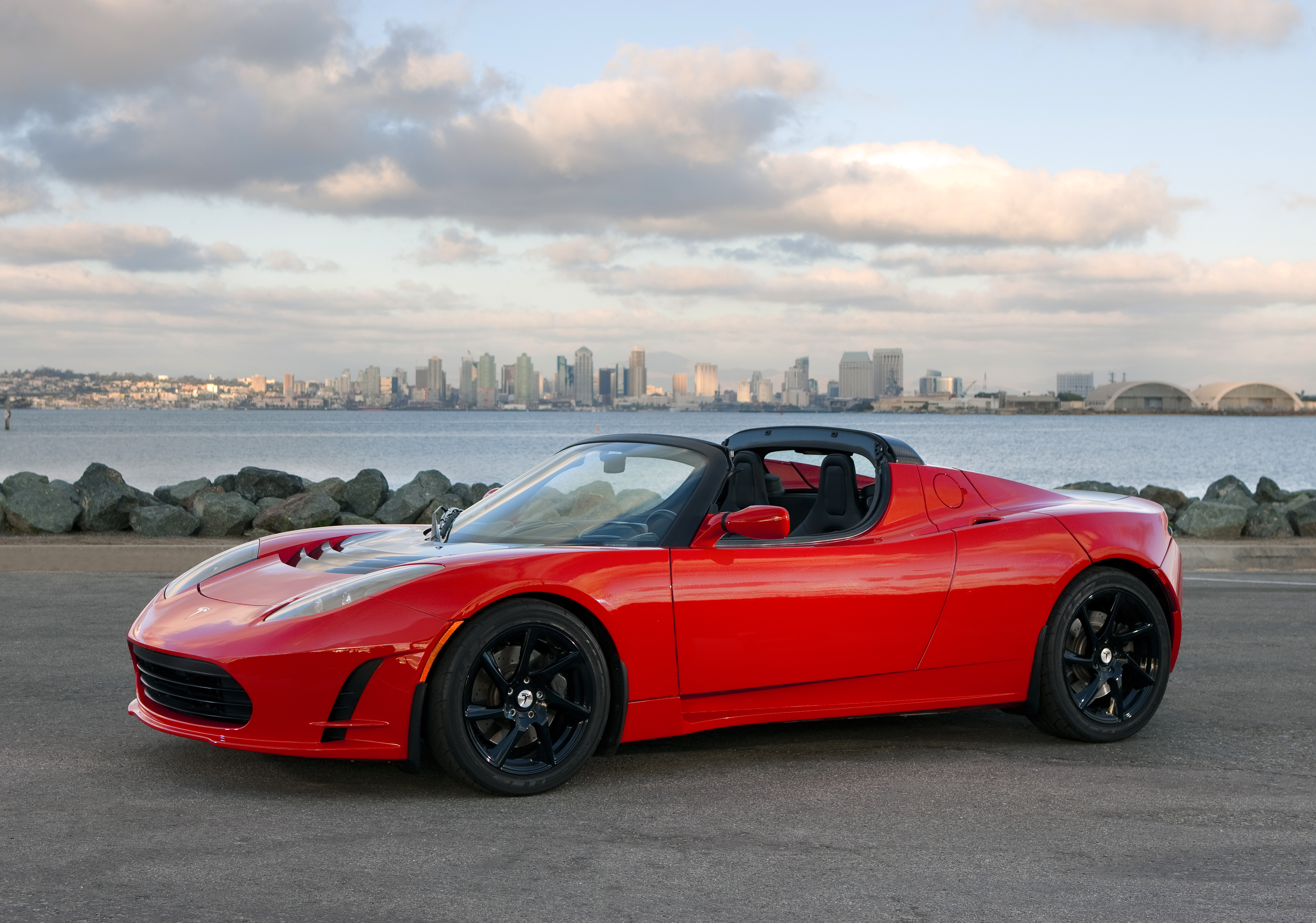
Le Tesla Roadster.

À la fin du XXe siècle, l'intérêt pour les voitures électriques renaît par préoccupation pour le changement climatique. La Toyota Prius, commercialisée dès 1997 au Japon et fonctionnant en partie avec des batteries, devient la première voiture hybride sur le marché. En 2008, l'entreprise américaine Tesla sort son premier véhicule, le Roadster, entièrement électrique et d'une autonomie de 394 km. Le succès de ce modèle et des suivants va finalement motiver ses compétiteurs à développer de nouvelles voitures électriques, telles que la Nissan Leaf et la Renault Zoe. Le marché connaît dès lors un nouveau renversement, avec la promesse de plusieurs grands constructeurs d'arrêter la production de voitures à essence dans les années 2030.

## Technologie

### Concept
La voiture électrique est un véhicule électrique mû par un ou plusieurs moteurs électriques. Le véhicule électrique comprend essentiellement un système de batterie d'accumulateurs, qui joue le rôle du réservoir de carburant, ainsi qu'un ou des moteurs électriques. En pratique, il se différencie du véhicule thermique par un temps de recharge plus long que la réalisation d'un plein de carburant. La construction d'une infrastructure de transport l'électricité et des bornes de recharge de grande puissance est coûteuse, mais l'électricité est ensuite plus aisément produite, transportée et distribuée, comparée à la production et à la distribution des produits pétroliers[réf. souhaitée].
La voiture est généralement équipée d'un ou plusieurs moteurs électriques dont la puissance totale peut aller de 9 à plus de 750 kW, selon la taille du véhicule, l'usage et les performances recherchées.
Une batterie d'accumulateurs le plus souvent, parfois une pile à combustible ou autre source d'énergie électrique, fournit le ou les moteurs en énergie. Les batteries d'accumulateurs sont elles-mêmes rechargées soit par câble depuis une source électrique extérieure ; soit par récupération d'énergie en cours de roulement grâce au freinage régénératif, pour les automobiles électriques ou hybrides électriques, le moteur fonctionnant alors en générateur d'électricité ; soit encore par l'un ou l'autre, pour les véhicules hybrides rechargeables.
La capacité des batteries des voitures électriques de série varie généralement entre 15 et 100 kWh. L'autonomie du véhicule dépend directement de la capacité de la batterie, du type de trajet (plat, varié, urbain, etc.), du mode de conduite et des accessoires utilisés (surtout chauffage et climatisation, les accessoires tels l'autoradio, les phares et les essuie-glaces ayant une consommation minime).
Le coût des batteries, bien plus élevé que celui d'un réservoir à carburant pour une même autonomie, représente une partie significative du coût du véhicule. Par contre, le système moteur-transmission d'un véhicule électrique est beaucoup plus simple à construire et à entretenir que celui d'un véhicule a moteur thermique de même puissance.
La généralisation de ce type de véhicules implique le développement d'équipements collectifs connexes pour la recharge hors domicile : stations de recharge (ou d'échange de batteries vides contre des batteries pleines), production électrique supplémentaires pour fournir l'énergie se substituant aux carburants actuels, développement important de l'industrie des batteries, etc. L'industrie automobile, les industries et services connexes sont alors appelées à une profonde évolution.
Les équipements associés doivent répondre aux exigences en matière de sécurité pour les installations et peuvent s'intégrer dans le futur réseau électrique intelligent (smart grid). Cette intégration est nécessaire pour garantir la disponibilité des véhicules électriques ainsi que la réduction des coûts énergétiques et de l'empreinte carbone (voir les sections Enjeux et Consommation de ressources).
Le véhicule électrique peut être une réponse efficace pour diminuer l'empreinte environnementale des transports (voir la section « Impact environnemental »).

### Technologies de propulsion
Le système traditionnellement retenu pour les conversions de véhicules conventionnels en véhicules électriques consiste à remplacer le moteur à combustion interne et la boîte de vitesses par des éléments électriques (moteur et réducteur, ou moteur et boîte de vitesses), en conservant le reste des éléments de transmission (arbres de transmission…).
Des solutions alternatives sont cependant envisageables : en octobre 2008, la société Michelin a présenté son système Active Wheel de motorisation électrique, qui intègre la propulsion du véhicule à la roue, mais également une suspension active. Le concept du moteur-roue électrique est né en 1900 grâce à Lohner-Porsche et a déjà été perfectionné entre autres par Pierre Couture d'Hydro-Québec dans le moteur-roue d'Hydro-Québec en 1994.
Offrant une autonomie importante, le véhicule hybride rechargeable et la voiture électrique avec prolongateur d'autonomie (c'est-à-dire un moteur thermique de petite taille) facilitent les longs trajets. Cette dernière solution, moins coûteuse que l'hybride rechargeable ou que les voitures 100 % électriques dotées de batteries de grande capacité et recourant à des bornes de recharge ultra-rapides, est également moins émettrice de gaz à effet de serre dans les cas où les longs trajets ne sont qu'occasionnels : ainsi, la BMW i3 REx, modèle à prolongateur d'autonomie, ressort nettement en tête des véhicules les plus économes en carburant comparativement aux véhicules hybrides rechargeables récents.

### Plate-forme distincte
Les constructeurs qui ont misé sur l'électrique (en particulier Renault et Volkswagen) ont fait le choix d'une plate-forme distincte pour les véhicules électriques, ce qui leur permet de bénéficier des atouts de l'électrique, notamment pour le confort intérieur. En effet, la batterie, le plus souvent placée sous la voiture, autorise un plancher plat, le moteur est plus compact (parfois plusieurs moteurs, deux ou quatre, sont directement montés sur les roues), et le réservoir à carburant est absent ; tout cela dégage de la place dans l'habitacle. L'investissement se situe entre 700 et 900 millions d'euros, qui sont amortis à condition de vendre au moins 100 000 voitures.
Les constructeurs disposant d'une plateforme distincte cherchent à la partager avec d'autres afin d'en amortir le coût plus rapidement. Ainsi, Ford utilisera la plateforme Modular Elektro Baukasten (MEB) du groupe Volkswagen pour lancer une première voiture électrique en 2023 à destination du marché européen.

### Charge

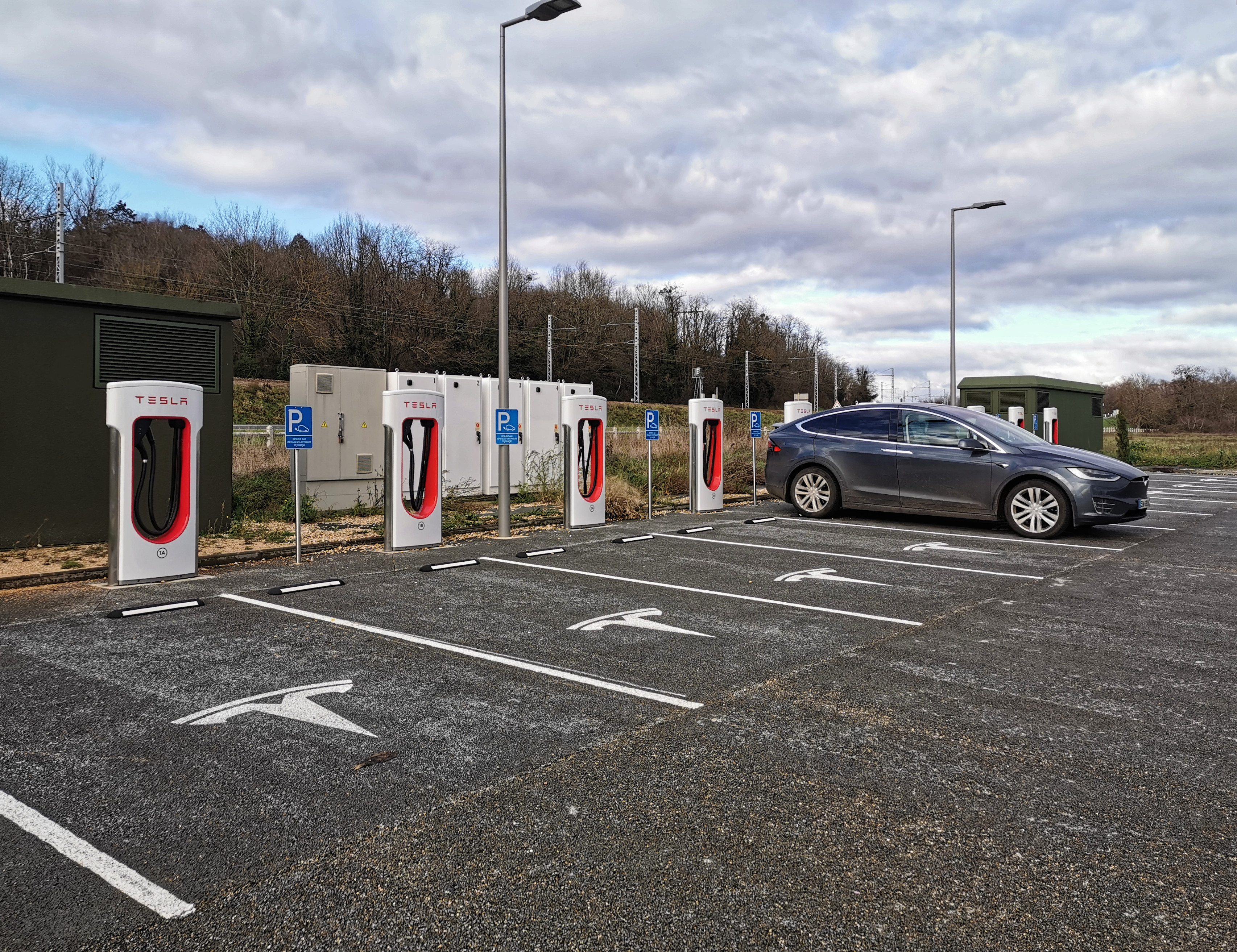
Station de recharge Tesla à Sancé.

### Rétrofit
Le marché du rétrofit ou conversion des véhicules thermiques à l'électrique, débridé sur le plan réglementaire depuis avril 2020 en France, fait l'objet d'une étude de l'Agence de l'environnement et de la maîtrise de l'énergie (Ademe) en mai 2021. L'Ademe estime que « le modèle économique de la filière […] reste incertain ». Le rétrofit est très avantageux sur le plan environnemental : le gain d'émissions de CO2 pour un véhicule diesel roulant dix nouvelles années grâce au rétrofit est largement plus élevé que celui apporté par sa mise à la casse avec remplacement par un modèle électrique. Pour une voiture citadine, le gain estimé s'élève à 66 % dans le premier cas contre 47 % dans le second ; pour un camion de livraison le gain atteint 87 % contre 37 % en passant à un camion électrique ; pour un fourgon d'artisan : 61 % contre 56 % avec un véhicule électrique neuf. Ce secteur serait aussi plutôt pourvoyeur de main-d’œuvre. Mais le coût total d'acquisition sur dix ans d'une voiture citadine rétrofitée est à peine plus faible que son équivalent électrique : 21 centimes d'euros au kilomètre, contre 24 centimes (moitié moins pour un diesel conservé en l'état) ; selon l'ADEME, la pertinence économique du rétrofit est meilleure pour les véhicules lourds, notamment les autobus.

### Véhicules solaires partiellement auto-rechargeables
Nissan propose déjà une option panneau solaire sur la Nissan Leaf. Audi et Sono Motors (start-up de voitures électriques), avec la Sion, annoncent en 2017 des prototypes de voitures électriques dont la carrosserie sera partiellement photovoltaïque, avec de premiers modèles partiellement « auto-rechargeable » annoncés pour 2019. Sono Motors, dont le premier prototype semi-solaire a été financé par le biais du financement participatif, annonce en 2017 un gain de trente kilomètres d'autonomie par jour pour son prototype (en complément de la batterie de 50 kWh permettant 250 km d'autonomie). Audi prépare un modèle où un module photovoltaïque devrait alimenter l'air conditionné ou les sièges chauffants du véhicule.
Sono Motors annonce en septembre 2018 avoir reçu 7 000 pré-commandes de sa citadine « solaire électrique » Sion. Elle prévoit d'en produire 200 000, avec un lancement commercial fin 2019.
Hyundai et Kia annoncent l'intégration en 2019 de panneaux solaires aux toits de plusieurs de leurs modèles hybrides. À terme, la seconde génération de cellules photovoltaïques, semi-transparentes, sur laquelle travaille Hyundai, pourra être appliquée sur un toit ouvrant panoramique ; la troisième génération, en cours d’étude, associera les cellules photovoltaïques installées sur le toit à des panneaux solaires directement intégrés à la carrosserie. Hyundai compte également proposer ces solutions sur des modèles thermiques.
Les étudiants du Solar Team de l'université technique d'Eindhoven (Pays-Bas) ont présenté en juillet 2019 « Stella Era », une voiture électrique solaire avec laquelle ils participeront au World Solar Challenge en Australie. Avec 5 m2 de panneaux photovoltaïques sur le toit, cette automobile peut accumuler suffisamment d'énergie pour transporter quatre occupants sur une distance théorique de 1 200 km. Pour réaliser cette performance, l'équipe a cherché à réduire au maximum la consommation d'énergie du véhicule en jouant sur l’aérodynamisme et en allégeant au maximum le poids de la voiture ; elle a conçu de A à Z une toute nouvelle chaîne de traction depuis la batterie et son BMS jusqu'aux moteurs électriques, qui ont un rendement de 98,5 %.

### Bruiteur
La voiture électrique est plus silencieuse qu'une voiture thermique, à basse vitesse, au point que des réglementations imposent des dispositifs sonores pour permettre aux piétons d'identifier les véhicules approchant ; par exemple, aux États-Unis et à partir de 2019, pour les vitesses inférieures à 30 km/h.
En Europe, depuis juillet 2019, les voitures électriques sont légalement tenues d'émettre un signal sonore afin d'indiquer aux piétons le danger que représente la présence proche d'un véhicule.

### Tenue de route
Le poids élevé des batteries accroit le poids total du véhicule électrique (1 502 kg pour une Renault Zoe contre 1 277 à 1 178 kg pour une Clio V). De façon générale, un poids élevé, en raison d'une inertie plus élevée, dégrade le comportement routier du véhicule, ses performances et ses capacités de freinage.
Les voitures électriques bénéficient en revanche d'un positionnement très bas des batteries, qui abaisse le centre de gravité, leur donnant une excellente tenue de route,,. Par exemple, sur le SUV BMW iX3, le centre de gravité est abaissé de 7,3 cm par rapport à son équivalent thermique, le BMW X3.

### Batterie

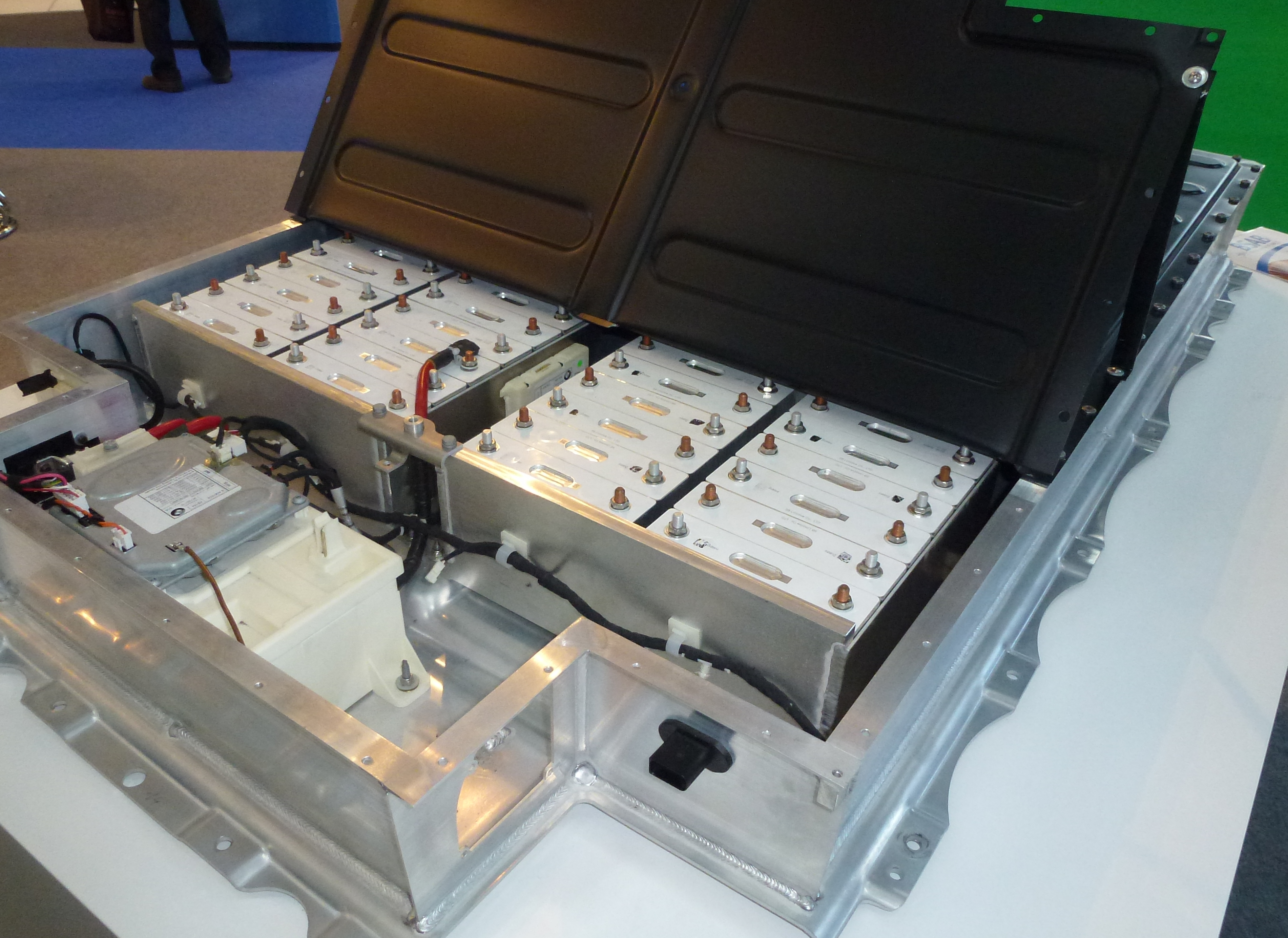
Batterie Li-Ion pour une BMW i3.

#### Durée de vie
La société chinoise Contemporary Amperex Technology Limited (CATL) annonce en juin 2020 une batterie lithium-ion pour voitures électriques capable, selon elle, de durer 16 ans et une distance de 2 millions de kilomètres, deux fois plus que les garanties actuelles, limitées à huit ans en moyenne, et 1 million de kilomètres au maximum chez Lexus. Le prix de ces batteries serait 10 % plus élevé que celles actuelles. Tesla annonce 1,6 million de kilomètres pour ses batteries, moins chères à produire, et General Motors a présenté ses batteries Ultium, annonçant une durée de vie supérieure à 1 million de kilomètres.
Pourtant selon un article d'autoplus.fr, la durée de vie de la batterie serait encore inférieure à celle du reste de l'automobile, et son coût de remplacement élevé, par exemple 17 000 € pour une Peugeot Ion (l'un des modèles les moins vendus : 479 ventes en 2019 sur 42 763 voitures électriques vendues en France, soit 1,1 %), « soit deux à trois fois la valeur du véhicule sur le marché de l'occasion » et 5 000 € hors taxe et hors main d’œuvre en 2015 pour une Nissan Leaf.
Aussi, la quasi-totalité des constructeurs de voitures électriques garantissent leurs batteries pendant huit ans ou 160 000 km, la garantie étant mise en jeu lorsque la capacité de la batterie tombe en dessous de 70 % de la valeur garantie ; dans la formule de location de la batterie de Renault Zoe, la garantie est illimitée, la batterie étant remplacée gratuitement dès que sa capacité a baissé de 25 %.
En septembre 2024, une étude de la société Geotab, spécialisée dans l’analyse de données, révèle une dégradation d’à peine 1,8 % par an, ce qui pourrait se traduire par une durée de vie de près de 20 ans. Les auteurs concluent que « la grande majorité des batteries dureront plus longtemps que le véhicule lui-même, et n’auront jamais besoin d’être remplacées ». Les facteurs susceptibles de raccourcir cette durée de vie sont la recharge rapide en courant continu et l’utilisation d’une voiture électrique dans des climats chauds.
Une étude réalisée à partir de tests effectués en 2024 sur plus de 40 000 véhicules électriques et hybrides de toutes marques, immatriculés entre 2012 et 2024, et dont le compteur affiche en moyenne 88 000 km, révèle que seulement 2 % des véhicules d’occasion présentent un état de santé (SOH pour State of Health) inférieur à 75 %, considéré comme le seuil critique pour la performance des batteries, et 6 % ont un SOH de moins de 80 %.

#### Autonomie
L'autonomie d'un véhicule électrique atteignait jusqu'en 2016 rarement plus de 200 km, alors qu'elle dépasse couramment 500 km pour les véhicules à essence. La crainte de manquer d'autonomie est un handicap à l’achat d’un véhicule électrique, parce que les utilisateurs souhaitent savoir quelle distance ils peuvent parcourir avec une charge, où ils pourront recharger et combien de temps cela prendra. À partir de 2017, l'autonomie s’améliore. Ainsi, Renault annonce en 2017 que sa Zoe peut rouler 300 km en conditions réelles et 400 km en cycle homologué. De plus, le prix moyen des batteries tombe en 2015 à 400 $/kWh contre 900 $/kWh en 2010, et devrait chuter à 100 $ en 2025, selon une étude du Blackrock Investment Institute. Les véhicules pourraient atteindre 600 km d'autonomie vers 2025-2026, d'après PSA.
Selon L'Automobile Magazine, d'après ses tests sur 15 modèles électriques en juin 2020, l'autonomie réelle des voitures électriques serait inférieure aux annonces des constructeurs : 205 à 532 km en ville, 131 à 393 km sur route et 100 à 320 km sur autoroute ; le groupe Kia-Hyundai serait le plus performant. Selon les tests de l'Argus sur 13 modèles (n'incluant pas les modèles les plus performants des tests d'Automobile-magazine) en avril 2020, l'autonomie sur route serait de 173 à 438 km et sur autoroute de 112 à 273 km.
Un essai routier mené en 2021 par la fédération norvégienne de l’automobile sur 21 modèles récents de voitures électriques, selon un protocole précis, sur un parcours mixte comprenant des passages urbains, des routes secondaires et des trajets autoroutiers et à une vitesse maximale de 110 km/h, conclut que 18 modèles sur 21 ont une autonomie réelle supérieure à l’autonomie mesurée par la nouvelle procédure d'homologation WLTP. La Tesla Model 3 Grande Autonomie l’emporte avec son rayon d’action en été de 654,9 km jusqu’à la panne, suivie par la Ford Mustang Mach-e Long Range RWD avec 617,9 km. Dix modèles dépassent 500 km en été. En hiver, l'autonomie est environ 20 % inférieure.
Air climatisé et chauffage de l'air ambiant consommaient, autrefois, trop d'électricité pour que la voiture les alimente en permanence sans une réduction importante de son autonomie déjà limitée. Les capacités des batteries des voitures les plus courantes étant passées de 22 ou 24 kWh vers 2013 à 40 voire 64 kWh vers 2019, l'impact du chauffage ou de la climatisation sur l'autonomie a été considérablement réduit. Il serait en moyenne de l'ordre de 10 à 20 % en fonction de la taille de la batterie et de l'écart de température entre l'extérieur et l'intérieur de la voiture.
L'autonomie apportée par la recharge dépend de la température ambiante : des essais menés par l’Association américaine des automobilistes (AAA) sur cinq modèles de voiture électrique début 2019 ont montré que par −6 °C, par rapport à une température ambiante plus clémente de 23 °C, la perte moyenne d’autonomie d’un véhicule électrique est de 12 %, atteignant 41 % lorsqu’on utilise les équipements de chauffage, ventilation et climatisation (CVC). Tous les modèles ne sont pas égaux face à ce phénomène : une pompe à chaleur utilise moins d’électricité qu’une résistance pour obtenir la mème température ; sur les cinq modèles testés, la perte d'autonomie varie de 10 à 20 %, et avec équipements CVC, de 31 à 50 %. De même, l'Association américaine des automobilistes (AAA) annonce que les températures élevées ont un impact moins dommageable que les températures hivernales sur l'autonomie des batteries ; des tests ont montré qu'une température de 35° ne réduisait en moyenne l'autonomie des batteries que de 4 %.

### Voitures électriques «intelligentes»
Le véhicule-réseau (en anglais : vehicle-to-grid) est un concept qui consiste à utiliser l’énergie stockée dans les véhicules électriques pour soutenir le réseau électrique en période de pic de consommation, de production insuffisante des éoliennes et du solaire, ou en cas d’urgence (orage, coupure de câble, surcharge du réseau…). L'énergie stockée dans la batterie du véhicule pourrait en particulier suppléer aux besoins électriques de l’habitation. Cette technologie nécessite que le chargeur embarqué dans le véhicule ainsi que l’interface entre le véhicule et le réseau électrique soient bidirectionnels (l’énergie y circule dans les deux sens) et que la charge du véhicule puisse être pilotée par le gestionnaire de réseau selon des modalités définies contractuellement avec le propriétaire de la voiture.
En 2018, le standard de recharge CHAdeMO, soutenu par Nissan et Mitsubishi, est le seul qui permette la recharge bidirectionnelle nécessaire pour l'utilisation des batteries de véhicules électriques comme unités de stockage pour le réseau électrique. Le standard concurrent, CCS, privilégié en Europe, prévoit d'intégrer cette fonction vers 2025.

## Performances
La fédération d’automobile clubs allemande ADAC publie le 12 octobre 2018 les résultats de ses essais de douze voitures électriques, qui sont très différents des données NEDC communiqués par les constructeurs : par exemple, la consommation d'électricité mesurée par l'ADAC pour la Renault Zoe Intens s'élève à 20,3 kWh/100 km contre 13,3 kWh selon le cycle NEDC. La consommation la plus faible est celle de la Hyundai Ioniq Elektro Style : 14,7 kWh/100 km, la plus élevée est celle de la Nissan e-NV200 Evalia : 28,1 kWh. L'autonomie la plus élevée est celle de la Tesla Model X 100 kWh : 451 km et la plus faible est celle de la Smart Fortwo Coupé EQ Prime : 112 km. Le meilleur rapport prix d’achat/autonomie (prix en Allemagne) est celui de la Hyundai Kona Elektro 64 kWh : 103 €/km, suivi par ceux de l'Opel Ampera-e (126 €/km) et de la Renault Zoe 41 kWh (140 €/km), et la plus coûteuse au kilomètre d'autonomie est la Tesla Model S P90D(316 €/km).
En 2020, des Hyundai Kona ont parcouru 1 000 km sur piste en autonomie, à la vitesse moyenne observée en conduite urbaine, c’est-à-dire entre 29 et 30 km/h.
La nouvelle norme du cycle WLTP pour le calcul des consommations et émissions de CO2 et polluants, entrée en vigueur au 1er septembre 2018, remplace l'ancienne norme du cycle NEDC. Selon une étude publiée début août 2018 par le cabinet Jato, les valeurs de consommations et d’émissions devraient augmenter significativement. Entre l’ancien NEDC et le nouveau NEDC calculé à partir du WLTP, la hausse moyenne de CO2 sera de l’ordre de 9,6 g/km pour les voitures thermiques. Le cycle WLTP affecte également l’autonomie affichée des véhicules électriques : homologuée à 400 km en cycle NEDC, la Renault Zoe passe à 300 km avec le nouveau cycle, soit 25 % de baisse ; la BMW i3 est désormais homologuée à 245 km contre 300 km NEDC, et le Hyundai Kona électrique 64 kWh à 482 km contre 546 km. Par ailleurs, la norme WLTP introduit plusieurs cycles : urbain, extra-urbain ou mixte, avec des variations d'autonomie considérables ; ainsi, la nouvelle Nissan Leaf annonce 415 km en cycle urbain contre 270 km avec le cycle mixte qui mélange ville et voies rapides.

### Sécurité
Une étude publiée en 2023 par l'Autorité suédoise pour la protection et la préparation communautaires (MSB) sur les incendies de véhicules montre que les voitures électriques et hybrides sont bien moins concernées par les départs de feu que celles à moteurs à explosion : 0,01 % du parc contre 0,08 %,.

### Taux de panne
La fédération d’automobile clubs allemande ADAC publie en 2025 une étude sur le taux de panne des automobiles, à partir des données sur les 3,6 millions de pannes ayant eu lieu en Allemagne en 2024. Le taux de panne moyen des véhicules électriques fabriqués entre 2020 et 2022 est de 4,2/1 000 et celui des voitures thermiques de 10,4/1 000. La même étude réalisée en 2020 indiquait 8,5/1 000 pour les électriques contre 12,9/1 000 pour les thermiques. La cause principale des pannes est la même chez les électriques et chez les thermiques : il s’agit de la batterie basse tension (aussi appelée batterie 12 volts).

## Statistiques d'immatriculations
Au premier semestre 2022, le constructeur chinois privé BYD est numéro un mondial de la voiture électrique, comptant 641 000 livraisons, contre 564 000 pour Tesla, et troisième constructeur mondial par la capitalisation boursière, derrière Tesla et Toyota, et devant Volkswagen. Déjà implanté en Australie et au Japon, BYD a lancé en août 2021 en Norvège son SUV « Tang », qui s'est classé numéro deux des ventes de SUV électriques en juillet 2022. À l'automne 2022, il lance trois modèles en Scandinavie, au Benelux et en Israël, avant une deuxième phase fin 2022 comprenant la France, le Royaume-Uni, l'Allemagne et l'Autriche. Les groupes chinois SAIC (avec MG, une marque historique britannique rachetée en 2007, et les fourgonnettes Maxus) et Geely (avec ses marques Polestar et Lynk & Co) et les start-up Aiways, Nio et XPeng sont déjà présents en Europe et y ont vendu 81 205 véhicules en 2021, dont 50 935 pour MG et 74 355 véhicules au premier semestre 2022. Geely vise 600 000 ventes hors de Chine en 2025, dont 42 % en Europe, et SAIC et Great Wall 1,5 million, dont 20 à 25 % en Europe.
En 2023, le principal fabricant de voiture électrique est BYD, comptant 526 409 voitures 100 % électriques vendues. Le deuxième fabricant est Tesla, avec 484 507 voitures.

### Monde entier
Selon le rapport annuel de 2025 sur les véhicules électriques de l'Agence internationale de l'énergie (AIE), les ventes de voitures électriques (hybrides rechargeables compris) ont atteint plus de 17 millions en 2024, portant, pour la première fois, leur part de marché mondiale au-dessus de 20 %. Au premier trimestre 2025, les ventes de voitures électriques ont encore augmenté de 35 % par rapport au premier trimestre 2024. L'AIE prévoit que plus d'une voiture sur quatre vendues dans le monde sera électrique en 2025 et que cette proportion devrait grimper à deux voitures sur cinq d'ici à la fin de la décennie. Près des deux tiers des ventes mondiales de voitures électriques en 2024 ont été réalisées en Chine (+40 %), grâce à des tarifs très compétitifs, soit près d'un véhicule vendu sur deux, et cette part pourrait atteindre 80 % en 2030. En Europe, les ventes ont stagné à cause des baisses des bonus dans certains pays et du manque de modèles abordables. Aux États-Unis, la croissance des véhicules électriques a ralenti mais ils ont atteint environ 10 % de parts de marché. La prévision de l'AIE pour 2030 a été divisée par deux du fait de l'arrivée de Donald Trump au pouvoir, à 20 % du marché. Les ventes dans les économies émergentes en Asie, en Amérique latine et en Afrique ont progressé de 60 %.
Les ventes de voitures électrifiées (électriques et hybrides rechargeables) ont atteint 4,1 millions d’unités dans le monde au cours du premier trimestre 2025, en progression de 29 %. La Chine en représente plus de la moitié : 2,4 millions (+36 %), l'Europe : 0,9 million (+22 %), l'Amérique du Nord : 0,5 million (+16 %). En Europe, le segment du tout-électrique a connu une progression de 27 % (Allemagne : +37 %, Italie : +64 %, France : −5 %).
Selon un rapport de Rho Motion relayé par Reuters, 17,1 millions de véhicules électrifiés (100 % électriques et hybrides rechargeables) ont été vendus en 2024, soit 3,5 millions d’unités (+25 %) de plus qu’en 2023 ; la progression accélère, puisqu'en 2023 elle était de 3,2 millions d’unités. Elle atteint 40 % en Chine et 9 % en Amérique du Nord. L’Europe, seule exception notable, a connu une légère baisse de 3 %, principalement attribuée à l’arrêt du bonus pour les voitures électriques en Allemagne à la fin de 2023.
Fin 2024, le parc mondial de voitures électrifiés atteignait 54 millions de véhicules.
| Pays                                                     | 2010 | 2015  | 2016  | 2017  | 2018    | 2019    | 2020    | 2021  | 2022  | 2023  | 2024   | Part du marché mondial 2024 | Part de marché national 2024 |
| -------------------------------------------------------- | ---- | ----- | ----- | ----- | ------- | ------- | ------- | ----- | ----- | ----- | ------ | --------------------------- | ---------------------------- |
| Chine                                                    | 1,1  | 150   | 260   | 470   | 820     | 830     | 920     | 2 700 | 4 400 | 5 400 | 6 400  | 58 %                        | 27 %                         |
| Europe                                                   | 2,6  | 89    | 93    | 140   | 210     | 370     | 760     | 1 200 | 1 600 | 2 200 | 2 200  | 20 %                        | 15,2 %                       |
| Union européenne                                         |      | 49    | 54    | 85    | 140     | 250     | 540     | 890   | 1 200 | 1 600 | 1 500  | 13,6 %                      | 13,9 %                       |
| États-Unis                                               | 1,2  | 71    | 87    | 100   | 240     | 240     | 230     | 470   | 800   | 1 100 | 1 200  | 10,9 %                      | 7,9 %                        |
| Canada                                                   | -    | 4,4   | 5,2   | 8,7   | 23      | 32      | 37      | 59    | 91    | 130   | 190    | 1,7 %                       | 12,8 %                       |
| Corée du Sud                                             | 0,06 | 3,1   | 4,7   | 14    | 55      | 33      | 31      | 72    | 120   | 120   | 120    | 1,3 %                       | 7,7 %                        |
| Indonésie                                                | -    |       |       | 3,8   | 13      | 35      | 41      | 80    | 120   | 63    | 100    | 0,9 %                       | 1,6 %                        |
| Turquie                                                  | -    |       |       |       |         | 0,23    | 0,89    | 3     | 7     | 66    | 99     | 0,9 %                       | 10,3 %                       |
| Inde                                                     | 0,45 | 0,45  | 0,73  | 0,92  | 0,92    | 0,68    | 3,1     | 12    | 48    | 82    | 92     | 0,8 %                       | 2,1 %                        |
| Australie                                                | 0,05 | 0,8   | 0,7   | 1,2   | 1,8     | 6,3     | 5,2     | 17    | 33    | 87    | 91     | 0,8 %                       | 10,6 %                       |
| Thaïlande                                                | -    |       |       |       |         | 0,7     | 1,3     | 1,9   | 9,9   | 77    | 71     | 0,6 %                       | 11,5 %                       |
| Vietnam                                                  | -    |       |       |       |         |         |         | 0,1   | 7,3   | 32    | 69     | 0,6 %                       | 17 %                         |
| Israël                                                   | -    |       |       | 0,13  | 0,13    | 0,85    | 1,5     | 11    | 27    | 49    | 69     | 0,6 %                       | 19 %                         |
| Brésil                                                   | -    |       |       | 0,14  | 0,18    | 0,54    | 0,8     | 2,9   | 8,5   | 19    | 62     | 0,6 %                       | 3,2 %                        |
| Japon                                                    | 2,4  | 10    | 15    | 18    | 27      | 21      | 15      | 22    | 59    | 88    | 60     | 0,5 %                       | 1,6 %                        |
| Nouvelle-Zélande                                         | 0,01 | 0,3   | 1,2   | 2,9   | 4,4     | 5,3     | 3,9     | 6,8   | 19    | 21    | 6,3    | 0,06 %                      | 7 %                          |
| Total Monde                                              | 10,5 | 412,1 | 557,6 | 896,4 | 1 572,8 | 1 906,3 | 2 754,8 | 4 700 | 7 300 | 9 500 | 11 000 | 100 %                       | 13,8 %                       |
| Source des données : Agence internationale de l'énergie. |      |       |       |       |         |         |         |       |       |       |        |                             |                              |

| Pays                                                     | 2010 | 2015 | 2016  | 2017  | 2018  | 2019  | 2020  | 2021   | 2022   | 2023   | 2024   | % 2024 |
| -------------------------------------------------------- | ---- | ---- | ----- | ----- | ----- | ----- | ----- | ------ | ------ | ------ | ------ | ------ |
| Chine                                                    | 1,6  | 210  | 460   | 930   | 1 700 | 2 600 | 3 500 | 6 200  | 11 000 | 16 000 | 23 000 | 59 %   |
| Europe                                                   | 9,8  | 210  | 300   | 430   | 620   | 970   | 1 700 | 2 900  | 4 400  | 6 700  | 8 700  | 22,3 % |
| Union européenne                                         | 4,9  | 120  | 170   | 250   | 370   | 610   | 1 100 | 2 000  | 3 000  | 4 600  | 6 000  | 15,4 % |
| États-Unis                                               | 3,8  | 210  | 300   | 400   | 640   | 880   | 1 100 | 1 500  | 2 100  | 3 500  | 4 700  | 12,1 % |
| Canada                                                   | -    | 9,9  | 15    | 25    | 45    | 76    | 130   | 190    | 280    | 380    | 620    | 1,6 %  |
| Corée du Sud                                             | 0,06 | 5,8  | 10    | 24    | 55    | 89    | 120   | 190    | 300    | 420    | 540    | 1,4 %  |
| Japon                                                    | 3,5  | 79   | 88    | 100   | 110   | 120   | 140   | 160    | 210    | 290    | 340    | 0,9 %  |
| Australie                                                | 0,05 | 1,5  | 2,2   | 3,4   | 5,2   | 12    | 17    | 34     | 67     | 150    | 250    | 0,6 %  |
| Inde                                                     | 0,9  | 4,4  | 4,8   | 7     | 7,9   | 8,6   | 12    | 23     | 72     | 150    | 240    | 0,6 %  |
| Turquie                                                  | -    | 0,37 | 0,42  | 0,5   | 0,65  | 1,3   | 2,9   | 6,8    | 14     | 77     | 180    | 0,5 %  |
| Thaïlande                                                | -    |      |       |       |       |       |       | 0,2    | 2,2    | 14     | 160    | 0,4 %  |
| Israël                                                   | -    | 1,2  | 1,2   | 1,4   | 1,5   | 2,2   | 3,8   | 15     | 44     | 91     | 160    | 0,4 %  |
| Vietnam                                                  | -    |      |       |       |       |       |       | 0,1    | 7,4    | 39     | 110    | 0,3 %  |
| Brésil                                                   | -    |      | 0,12  | 0,25  | 0,35  | 0,9   | 1,6   | 4,4    | 13     | 33     | 94     | 0,2 %  |
| Indonésie                                                | -    |      |       |       |       |       | 0,4   | 1,7    | 12     | 29     | 78     | 0,2 %  |
| Nouvelle-Zélande                                         | 0,01 | 0,49 | 1,6   | 4,6   | 8,9   | 13    | 17    | 26     | 46     | 65     | 78     | 0,2 %  |
| Total Monde                                              | 20   | 730  | 1 200 | 1 900 | 3 300 | 4 800 | 6 800 | 11 000 | 18 000 | 28 000 | 39 000 | 100 %  |
| Source des données : Agence internationale de l'énergie. |      |      |       |       |       |       |       |        |        |        |        |        |

Selon le rapport annuel de 2024 sur les véhicules électriques de l'AIE, les ventes de voitures électriques (100 % électriques plus hybrides rechargeables) ont atteint près de 14 millions en 2023, en hausse de 35 %, dont 9,5 millions de voitures 100 % électriques et 4,3 millions d'hybrides rechargeables. Leur part dans les ventes automobiles atteint 18 %, contre 14 % en 2022. La Chine concentre 60 % des ventes de voitures électriques ; plus de la moitié des voitures électriques dans le monde ont été fabriquées en Chine. L'Europe est le deuxième marché (25 %), suivie par les États-Unis (10 %). De nouveaux marchés se développent : Vietnam, Thaïlande, Brésil, Indonésie, Malaisie. L'écart de prix avec les véhicules thermiques se réduit ; en Chine, plus de 60 % des voitures électriques vendues en 2023 étaient déjà moins chères que leur équivalent thermique ; en Europe et aux États-Unis, les voitures électriques restent plus chères, mais les écarts se sont fortement réduits sur les segments des SUV et des petites voitures. L'AIE prévoit que les ventes de voitures électriques pourraient atteindre 14 millions en 2024, leur part de marché atteignant 45 % en Chine, 25 % en Europe et 11 % aux États-Unis.
Une étude publiée en avril 2024 par Bloomberg Green révèle qu'au quatrième trimestre 2023, le nombre de pays ayant dépassé le seuil des 5 % de ventes de véhicules 100 % électriques, qui marque selon Bloomberg « le début de l’adoption massive », atteint 31 contre 19 un an plus tôt. Les six pays dont le taux est le plus élevé sont la Norvège (79,6 %), l'Islande (58,4 %), le Danemark (44,9 %), la Suède (39,8 %), la Finlande (35,3 %) et les Pays-Bas (35,1 %). La Chine est à 23,8 %, la France à 20,3 %, l'Allemagne à 19,6 %, le Royaume-Uni à 17,6 % et les États-Unis à 8,1 %.
Selon le rapport annuel de 2023 de l'Agence internationale de l'énergie (AIE), 14 % des ventes automobiles en 2022 sont électriques (100 % électriques plus hybrides rechargeables), contre 9 % en 2021 et moins de 5 % en 2020. La Chine concentre 60 % des ventes de voitures électriques ; plus de la moitié des voitures électriques en circulation dans le monde sont en Chine. L'Europe est le deuxième marché : les ventes de voitures électriques y ont progressé de 15 %, atteignant une part de marché supérieure à 20 %. Aux États-Unis, les ventes ont progressé de 55 %, atteignant une part de marché de 8 %. Au quatrième trimestre 2022, 2,3 millions de voitures électriques ont été vendues dans le monde, soit 25 % de plus qu'un an auparavant. De nouveaux marchés se développent : Inde, Thaïlande, Indonésie. L'offre se diversifie : près de 150 modèles différents sont par exemple disponibles en France et 300 en Chine,.
Le nombre de voitures électriques en circulation dans le monde atteint 26 millions en 2022, en progression de 60 % par rapport à 2021. Les voitures 100 % électriques en représentent 70 %. Les ventes ont dépassé 10 millions en 2022 (+55 %), malgré les ruptures de chaine d'approvisionnement, les incertitudes économiques et l'envolée des prix, qui ont causé une baisse de 3 % du marché automobile. Les ventes ont décuplé en cinq ans. Les ventes de voitures 100 % électriques en Chine ont atteint 4,4 millions, en hausse de 60 % et celles de voitures hybrides rechargeables ont triplé à 1,5 million. La Chine compte 13,8 millions de voitures électriques en circulation, soit plus de 50 % du total mondial. Leur part de marché atteint 29 % en Chine contre 16 % en 2021 ; le pays a ainsi dépassé avec trois ans d'avance son objectif 2025 de 20 %.
Les statistiques mondiales du site EV-Volumes évaluent les ventes de véhicules électrifiés (100 % électriques et hybrides rechargeables, y compris les utilitaires et petits camions) en 2021 à 6,75 millions d'unités, en progression de 108 % contre 4,7 % seulement pour le marché automobile dans son ensemble ; leur part de marché atteint 8,3 %, elle comptait pour 4,2 % en 2020. Les véhicules à batterie (100 % électriques) représentent 71 % de ce total, qui se répartit en 3,396 millions de ventes en Chine (+155 %), 2,332 millions en Europe (+66 %), 735 000 ventes en Amérique du Nord (+96 %) et 286 000 ventes dans le reste du monde (+115 %).
Le nombre de voitures à batterie (100 % électriques et hybrides rechargeables) sur les routes atteignait 16,5 millions fin 2021 ; il a triplé en trois ans. Les ventes ont presque doublé en 2021, à 6,6 millions d'unités dans le monde, atteignant une part de marché de 9 %, part quatre fois plus élevée qu'en 2019. La totalité de la progression nette des ventes automobiles en 2021 est attribuable aux voitures électriques. Les ventes ont triplé en Chine, à 3,3 millions, après plusieurs années de relative stagnation ; elles ont augmenté de deux tiers en Europe à 2,3 millions, et plus que doublé aux États-Unis, à 630 000. La part de marché des voitures à batterie atteint 16 % en Chine, 17 % en Europe et 4,5 % aux États-Unis. L’offre mondiale de véhicules électriques se compose de 450 modèles, soit 15 % de plus qu’en 2020 et deux fois plus qu'en 2018 ; 300 modèles sont disponibles en Chine, 184 en Europe et 65 aux États-Unis.
Selon le rapport 2021 de l'AIE, les ventes de voitures à batterie ont progressé de 41 % en 2020, à trois millions} d'unités dans le monde, atteignant une part de marché de 4,6 %, alors que le marché automobile chutait de 6 % du fait des conséquences de la pandémie de Covid-19. Le parc mondial de ces voitures branchées atteint désormais 10 millions d’unités, auxquelles s'ajoutent environ un million d’utilitaires, de camions lourds et de bus électriques. L’offre mondiale de véhicules électriques se compose de 370 modèles, soit 40 % de plus qu’en 2019,.
Au premier semestre 2020, les immatriculations mondiales de voitures électriques se sont élevées à 643 000 unités, dont 28 % de Tesla, 10 % de l'alliance Renault-Nissan, 10 % du groupe Volkswagen, 7 % du Chinois BYD et 7 % du groupe coréen Hyundai-Kia. En comptant les hybrides rechargeables, le total s'élève à 950 000 immatriculations,.
Le graphique qui aurait dû être présenté ici ne peut pas être affiché car il utilise l'ancienne extension Graph, désactivée pour des questions de sécurité. Des indications pour créer un nouveau graphique avec la nouvelle extension Chart sont disponibles ici.

Le graphique qui aurait dû être présenté ici ne peut pas être affiché car il utilise l'ancienne extension Graph, désactivée pour des questions de sécurité. Des indications pour créer un nouveau graphique avec la nouvelle extension Chart sont disponibles ici.

Source
Selon l'Agence internationale de l'énergie, les ventes de voitures à batterie (100 % électriques et hybrides rechargeables) ont progressé de 6 % en 2019, à 2,1 millions d'unités dans le monde, alors que le marché automobile chutait de plus de 4 %. Leur part de marché mondial a augmenté de 2,4 % en 2018 à 2,6 % en 2019, et devrait atteindre 3 % en 2020. Les ventes de véhicules électriques, plus chers que les véhicules thermiques, dépendent encore largement des subventions : plus de la moitié des véhicules rechargeables vendus en 2019 l'ont été en Chine, 27 % en Europe, et 15 % aux États-Unis. Les ventes ont progressé de 50 % en Europe en 2019 et de 90 % sur les quatre premiers mois de 2020, alors que les coupes dans les subventions en Chine et aux États-Unis ont fait reculer les ventes respectivement de -2 % et de -10 %.
Le parc de véhicules électriques en circulation (utilitaires légers et voitures particulières, y compris les hybrides rechargeables) s'élevait à 7,89 millions fin 2019, en progression de 41 %, dont 3,81 millions en Chine, 1,45 million aux États-Unis, 370 800 véhicules en Norvège et 274 100 véhicules en France. Les ventes de l'année 2019 ont progressé de 4 % seulement à 2,32 millions du fait de la réduction des aides accordées à l’achat en Chine et aux États-Unis : les immatriculations ont reculé de 1,256 million à 1,204 million en Chine et de 361 300 unités à 329 500 unités aux États-Unis ; par contre, les Pays-Bas et le Danemark ont connu des progressions de 101 %, la Suisse de 84 %, la Finlande de 66 % et l'Allemagne de 61 % ; les ventes en France ont progressé de 29 % à 69 470 unités.
Les immatriculations de voitures électriques ont continué à progresser rapidement au premier semestre 2019, alors que le marché des voitures thermiques recule (-12 % en Chine, -2,3 % aux États-Unis, etc.) : elles ont progressé de 52 % en Chine, dépassant le demi-million en six mois (628 000 véhicules, y compris véhicules commerciaux), et atteignant une part de marché de 5 % (hybrides rechargeables incluses) ; aux États-Unis, 149 000 voitures électriques ont été vendues au premier semestre 2019, en progression de 20 %, mais plus de 40 % de ces ventes sont concentrées sur la Californie et les quelques autres États qui ont adopté le programme « Zero Emission Vehicle » ; sur l’ensemble du territoire américain, la part de marché du véhicule électrique reste encore légèrement inférieure à 2 %, mais les analystes et les experts pronostiquent que d’ici cinq ans les ventes annuelles devraient dépasser le million d‘unités. L'Allemagne est devenue le 3e marché, dépassant la Norvège avec 48 000 ventes de véhicules électrifiés, en augmentation de 41 % ; pour les voitures 100 % électriques, la progression atteint 80 %, alors que les hybrides régressent de 1 % ; en Norvège, les ventes progressent de 22 %, en France de 38 % et aux Pays-Bas de 122 %.
En 2018, la voiture électrique la plus vendue a été la Tesla Model 3 avec 145 846 immatriculations, soit 7 % de l’ensemble des voitures électriques et hybrides rechargeables vendues dans l'année, suivie par la chinoise BAIC EC-Series et la Nissan Leaf (4 % des ventes chacune) ; avec les Tesla Model S et Model X placées respectivement en quatrième et cinquième positions, Tesla totalise 12 % de part de marché. Sur les vingt modèles les plus vendus, onze sont chinois ; les constructeurs européens sont peu présents : la Renault ZOE figure au 11e rang avec 40 313 immatriculations et BMW occupe les 12e et 18e places avec la version hybride rechargeable de la Série 5 et la BMW i3.

## Prévisions
Après Toyota et Nissan, Honda annonce fin novembre 2018 la fin de la commercialisation de ses voitures Diesel en Europe d'ici 2021, pour se concentrer sur sa gamme électrique et hybride qui devrait représenter deux tiers de ses ventes à l’horizon 2025.
En mars 2019, le groupe Volkswagen révise à la hausse ses objectifs à dix ans en modifiant son objectif de ventes de voitures électriques d'ici 2028 qui passe de 15 à 22 millions et le nombre de modèles 100 % électriques de 50 à 70. Pour le PDG du groupe, Herbert Diess, l’électrique est la priorité pour réduire l’empreinte carbone, car il consomme, sur le cycle de vie global, un tiers de moins que l’hydrogène ou l’hybride rechargeable. Volkswagen vise la neutralité carbone en 2050, et en Europe dès 2040, avec 70 % de ventes électriques, 15 % d’hybride rechargeables et 15 % hydrogène. Audi lui emboite le pas en rehaussant son objectif 2025 de 20 à 30 modèles électriques. En novembre 2019, Volkswagen revoit à la hausse son plan d'investissements : il comptait investir 60 milliards d'euros sur la période 2020-2024 dans la motorisation électrique, les moteurs hybrides et le numérique, soit 12 milliards par an, contre 8,8 milliards annoncés un an auparavant. 33 milliards seront consacrés sur cinq ans à la seule mobilité électrique, soit 10 % de plus que prévu en 2018. Le groupe introduira dans sa gamme 75 modèles 100 % électriques dans les dix ans, plus 60 modèles hybrides.
En août 2019, BloombergNEF publie un rapport prospectif sur les marchés automobiles : les ventes annuelles de voitures neuves à motorisation électrique ou hybride rechargeable passeraient de 2 millions en 2018 à 28 millions en 2030 et 56 millions en 2040 ; elles dépasseraient les ventes de voitures thermiques en 2037. La part des voitures électriques dans le parc automobile mondial passerait de 0,5 % en 2018 à 30 % en 2040 (65 % en Europe, 50 % aux États-Unis). La demande en pétrole baisserait de 23,8 à 18 milliards de barils en vingt ans. La consommation d'électricité des véhicules électriques (utilitaires et bus inclus) augmenterait fortement : de 74 TWh en 2019 à 2 333 TWh en 2040, mais n'accroitrait la production globale d'électricité que de 6,8 %. La pollution automobile atteindrait son pic en 2030 et retomberait en 2040 au niveau de 2018.
Un rapport de BNP Paribas Asset Management publié en 2019 conclut que « le déclin de l’économie du pétrole pour les véhicules à essence et au Diesel, par rapport aux véhicules électriques alimentés par le vent et l’énergie solaire, est désormais irrémédiable et irréversible ». Les projets les plus récents d’énergie éolienne et solaire pourront fournir à un véhicule électrique six à sept fois plus d’énergie utile que le pétrole à un véhicule thermique. Environ 36 % de la demande mondiale de pétrole est engendrée par les véhicules à moteur thermique et environ 5 % par la production d’électricité : le pétrole va donc perdre à terme 40 % de son marché.
Selon le cabinet AlixPartners, les batteries, qui représentent en 2019 un tiers de la valeur ajoutée des véhicules électriques, devraient voir leur coût tomber sous la barre de 100 $/kWh (dollars par kilowattheure) d'ici 2024, après avoir déjà chuté de 1 000 à 140 $/kWh entre 2010 et 2018 ; le surcoût observé sur les voitures électriques par rapport à leurs équivalents essence ou Diesel va disparaître ; la demande en batteries devrait être multipliée par cinq d'ici à 2025, et par dix d'ici à 2030.
Une étude du Boston Consulting Group (BCG) publiée en janvier 2020 prévoit que la part des véhicules électrifiés (électriques + hybrides) dans les ventes mondiales atteindra un tiers en 2025 et 51 % en 2030 ; la part des véhicules à batteries 100 % électriques devrait passer de 2 % en 2018 à 7 % en 2025, puis à 18 % en 2030. Le coût d'un pack de batterie passerait sous les 100 dollars par kWh à l'horizon 2030 contre 540 dollars en 2014.
Publié en mai 2020, le rapport prospectif annuel de BloombergNEF sur les marchés automobiles prévoit pour 2020 une baisse des ventes de 18 % pour les voitures électriques et de 23 % pour les voitures essence et diesel ; la part de l'électrique serait d'environ 3 % en 2020 et passerait à 8 % en 2025, 20 % en 2030 et 50 % en 2040, année où la part de marché de l'hybride rechargeable sera de 10 % et celle de l'hydrogène de 4 %.
En juillet 2020, un rapport du cabinet d’étude Deloitte prévoit que la part de marché des véhicules électriques et hybrides rechargeables devrait atteindre 32 % en 2030 dans le monde, 27 % aux États-Unis, 42 % en Europe et 48 % en Chine. Le cabinet a également mené une enquête auprès des potentiels acheteurs de véhicules électriques pour identifier les freins à l'achat : l’autonomie reste le frein le plus important (25 à 30 %), devant le nombre de bornes, le prix et le temps de charge ; en deux ans, c’est le frein prix qui a le plus baissé.
General Motors (GM) annonce en novembre 2020 des investissements de 27 milliards $ (22,8 milliards €) dans les voitures électriques et autonomes d’ici 2025, soit 7 milliards de plus qu’un an auparavant, et davantage que pour l’essence et le diesel combinés ; 30 modèles seront lancés en 5 ans. En juin 2021, GM porte ces investissements à 35 milliards $, contre 30 milliards $ pour Ford. GM prévoit de vendre plus d'un million de véhicules électriques par an, au niveau mondial, d'ici à 2025, et une gamme 100 % électrique en 2035.
En mars 2021, Volkswagen révise ses objectifs de ventes de voitures électriques pour 2030 : ils passent de 35 % à 70 % pour l'Europe et 50 % pour la Chine et les États-Unis. BMW relève également ses prévisions de ventes de modèles électrifiés (hybrides et 100 % électriques) à 50 % de ses livraisons mondiales d'ici à 2030, contre 25 à 30 % visés précédemment, et ses ventes de voitures entièrement électriques à 10 millions contre 4 millions jusqu'à présent.
En juin 2021, l'ONG Fédération européenne pour le transport et l'environnement (T&E) publie une étude sur les plans de production des constructeurs européens, qui évalue à 50 % la part de voitures électriques sortant des usines européennes en 2030. Selon l'organisme, cela ne suffira toutefois pas pour atteindre les objectifs fixés par le Pacte vert.
L'étude annuelle de 2021 sur l'automobile par le cabinet AlixPartners constate que les annonces d'investissements dans la voiture électrique des 25 premiers constructeurs automobiles mondiaux pour les cinq années suivantes sont passées de 234 milliards $ en 2020 à 330 milliards $ en 2021. L'offre va passer de 330 modèles en 2020 à 535 modèles en 2023 (hybrides rechargeables inclus). Ces investissements massifs risquent de peser négativement sur la rentabilité des capitaux investis pendant cette période de transition.
Le groupe Ford annonce en septembre 2021 investir 11,4 milliards de dollars dans la transition électrique de son industrie.
Après des ventes records en 2021 sur le marché européen (+64 % par rapport à 2020), les experts du secteurs s'attendent à un ralentissement en 2022.
Le rapport 2023 de l'AIE prévoit que la part de marché des voitures électriques atteindrait 35 % en 2030, au lieu de 25 % dans sa précédente prévision, si les gouvernements respectent leurs engagements. La demande de pétrole serait réduite de 5 Mbl/j (millions de barils par jour). Le développement des voitures électriques éviterait le rejet de 700 Mt (millions de tonnes) de CO2.
Une étude du cabinet Gartner publiée le 7 mars 2024 estime qu’en 2027 la prochaine génération de modèles à batterie sera moins onéreuse à produire que les véhicules thermiques. Les coûts de l’assemblage des voitures électriques pourraient même baisser plus vite que le coût des batteries. Mais ces nouvelles techniques d'assemblage rendront les réparations plus coûteuses : le coût moyen d’une réparation, « en cas d’accident grave », pourrait augmenter d’environ 30 %. Il en découlerait une augmentation des coûts d'assurance ; certaines compagnies d’assurance pourraient même « ne pas couvrir certains modèles ». La concurrence sera très intense : d’ici 2027, 15 % des entreprises spécialisées dans les voitures électriques et créées au cours de la dernière décennie seront rachetées ou feront faillite.
Le rapport de l'AIE de 2024 constate qu'au niveau mondial, les ventes de voitures hybrides rechargeables et tout électriques ont progressé de 25 % au premier trimestre 2024, et prévoit que sur l'année elles devraient atteindre 17 millions d'unités, contre 14 millions en 2023 ; le taux de croissance des ventes ralentirait à +21 % en 2024 contre +35 % en 2023. Selon elle, près d'un véhicule vendu sur trois sera électrifié en Chine en 2030, et près d'un sur cinq aux États-Unis et en Europe, et la consommation de carburants fossiles pour les transports routiers atteindra un pic dès 2025.

## Statistiques d'exportations
La Chine, qui est devenue en 2022 le deuxième exportateur mondial d'automobiles (3,11 millions de véhicules) derrière le Japon (3,2 millions) et devant l'Allemagne (2,61 millions), a exporté 679 000 véhicules électriques en 2022, en progression de 120 %. Une part importante de ces exportations chinoises est cependant constituée de voitures produites dans les usines chinoises de constructeurs occidentaux tels que Tesla et Dacia.
En Asie du Sud-Est, où les constructeurs japonais contrôlaient près de 90 % du marché automobile depuis des décennies, les voitures 100 % électriques ont représenté 6,2 % des ventes totales en 2023 dans les six grands pays de l'Asean, contre 1,2 % en 2022, et l'essentiel de cette demande est capté par des marques chinoises, les groupes japonais n'ayant vendu que moins de 2 % de ce type de voitures. En Thaïlande, Great Wall Motors a commencé à assembler des modèles électriques en janvier 2024 dans son usine de Rayong, et SAIC Motor et BYD vont lancer leurs propres productions locales avant la fin de 2024.
Les constructeurs chinois atteignent au premier trimestre 2024 une part de marché de 7,59 % en Turquie, sept fois plus qu'un an auparavant, et 6,87 % au Brésil, part multipliée par cinq. BYD, qui a repris une ancienne usine de Ford dans le pays, compte à lui seul 4 % du marché brésilien. En revanche, les importations de voitures électriques chinoises en France ont été divisées par deux les cinq premiers mois de 2024, du fait des restrictions sur le bonus écologique.

## Enjeux
Le véhicule électrique présente l'avantage d'être propulsé par un moteur électrique dont le rendement énergétique est largement supérieur à celui d'un moteur thermique. Ce type de véhicule permet ainsi des déplacements plus économes en énergie.
Selon plusieurs études récentes (2015), le taux de satisfaction des automobilistes est beaucoup plus élevé dans le cas des motorisations électriques que pour les voitures classiques. Ainsi, chez Renault, il atteint 98 % pour la Renault Zoe et 95 % pour la Kangoo ZE, contre 50 % en moyenne pour les véhicules thermiques ; un sondage du magazine Consumer Reports place la Model S de Tesla en tête des taux de satisfaction aux États-Unis devant les Porsche Boxster et Cayman, Corvette, Dodge Challenger et autres sportives de luxe.
L’industrie automobile, notamment dans le cadre de la crise de 2008 (en Europe et en Amérique du Nord) y a parfois vu l'opportunité de relancer sa production (par le remplacement des véhicules actuels par des véhicules hybrides puis totalement électriques ou à pile à hydrogène) ; et selon une étude financée par le gouvernement français, c'est aussi « un moyen pour les constructeurs de se préserver contre de potentiels nouveaux entrants et de défendre les sites industriels des pays à hauts salaires ».
La production de batteries moins consommatrices de métaux rares, précieux, toxiques ou se raréfiant, la production d'électricité supplémentaire et la mise en place d'un réseau de bornes et prises de recharge, ainsi que les millions de kilomètres de fil de cuivre et les coûts d'enfouissement et de renforcement des lignes électriques que cela nécessite, alourdissent cependant le bilan énergétique et écologique de cette évolution, alors que la tendance à l'hybridation permet de conserver le réseau des anciennes stations-services (fuel, essence, GPL, agrocarburants...) ; il ne s'agit pas de remplacer un réseau par un autre, mais d'en ajouter un. Dans le même temps, l'apparition des deux-roues électriques ou à assistance électrique est également source de consommation d'électricité et de ressources naturelles supplémentaires. En 2015, la plupart des recharges se font sur des prises normales.
Dans le contexte de la troisième révolution industrielle, Jeremy Rifkin propose de connecter les véhicules électriques, via les réseaux intelligents, à ce qu'il appelle « l'internet de l'énergie » et de donner aux véhicules électriques une valeur et une fonction supplémentaires en faisant jouer à leurs batteries le rôle de stockage-tampon temporaire, réversible et mobile d'électricité. Les batteries pourraient ainsi absorber le surplus de production d'électricité quand il a lieu et le restituer partiellement au réseau au moment opportun, en complément de l'effacement de consommation électrique déjà développé depuis quelques décennies. Un tel système de véhicule-réseau éviterait que la surcharge quotidienne du réseau, au moment du branchement d'un grand nombre de véhicules sur les prises chaque soir, ne coïncide avec la pointe de consommation des ménages ; au contraire, la réserve d'énergie des premiers estomperait partiellement la seconde.
Au-delà du simple changement de motorisation, dans le cadre de la transformation sociale et écologique et de la transition énergétique, ce sont les modèles de mobilité qui seront peut-être amenés à évoluer (covoiturage, moindre mobilité, mobilité douce, alternatives à la mobilité physique, etc.).
Avant le débat du 10 septembre 2018 de la commission Environnement du Parlement européen sur les objectifs de réduction des émissions de CO2 des automobiles, l’Association des constructeurs automobiles européens (ACEA) s’oppose à ce qu’elle appelle une « marche forcée » vers le véhicule électrique, qui serait pénalisante pour l’industrie européenne et encore plus pour les équipementiers ; la construction et la maintenance des véhicules électriques nécessite moins de main d’œuvre parce que leur mécanique est moins complexe et qu’ils nécessitent moins de pièces ; les constructeurs européens estiment que le passage à l’électrique entraînerait une perte de 17 % du nombre d’heures de travail pour la production des véhicules et de 38 % chez les équipementiers. Mais une enquête de la Fondation européenne pour le climat (ECF), réalisée avec la collaboration des constructeurs et des syndicats, montre que le recours à l’électromobilité permettrait à l’Europe de réduire d‘ici 2030 ses importations de pétrole de 49 milliards d'euros ; remplacer le pétrole par des énergies produites localement permettrait donc de créer de très nombreux emplois. De plus, une étude de l’organisation Transport & Environment (T&E) démontre que la transition vers la voiture électrique engendrerait une création nette de 200 000 emplois, les pertes d'emplois dans la fabrication et la maintenance d'automobiles thermiques étant plus que compensées par les gains dans la fabrication de batteries, l’industrie des métaux pour batteries, celle de leur recyclage, les fabricants de moteurs et de composants électriques et électroniques ainsi que le secteur de la production et de la distribution d’électricité. Le lobbying de l'ACEA a échoué : la commission Environnement a finalement voté pour des objectifs plus ambitieux que ceux proposés par la Commission européenne ; la réduction des émissions de CO2 des voitures d’ici 2025 est portée de 15 à 25 % et de 30 à 45 % pour 2030 ; les députés européens ont également fixé un quota de vente de 40 % de véhicules « propres » en 2030 (électriques ou hybrides rechargeables). Toutefois, Carlos Tavares, le PDG de Stellantis, inquiet de l'alourdissement des voitures (400 à 500 kg à autonomie identique) et de la tension sur les matières premières composant les batteries, estime que « les décisions qui ont été prises par le Parlement européen en octobre 2018 n'ont fait l'objet d'aucune étude d’impact »,[réf. non conforme].

## Aspects économiques

### Coût des voitures électriques
Le coût des voitures électriques en 2016 était plus élevé que celui d'une voiture thermique, aussi bien à l'achat initial qu'à l'usage, dans les conditions du début d'année (bas prix des carburants, anciens modèles de batteries).
En France, grâce au bonus de 6 000 € en 2018, selon l'UFC-Que Choisir, le « coût total de propriété » d'une voiture électrique (qui comprend achat, carburant, entretien, assurance, etc.) est inférieur à celui de toutes les autres technologies de propulsion, que ce soit en première main ou d'occasion ; de plus, grâce à la baisse des coûts de production, les véhicules électriques et hybrides rechargeables devraient rivaliser avec les voitures thermiques, même sans bonus, d’ici à 2025,.
En juin 2021, une étude de plus grande ampleur, financée par l’European Climate Foundation et commandée par le Bureau européen des unions de consommateurs (BEUC) et neuf de ses membres, dont l’UFC-Que Choisir pour la France, montre que le coût total de détention d'une voiture électrique de petite taille ou de taille moyenne est déjà inférieur à celui des voitures thermiques, et qu'il le sera également pour celles de grande taille dès 2025.
Une étude menée en 2020 par l’entreprise de location LeasePlan révèle que le coût mensuel de détention d’une voiture électrique est désormais compétitif face à celui des moteurs thermiques dans 14 pays ; en France, le coût moyen mensuel de détention d’une voiture électrique de taille moyenne est estimé à 840 €, contre 895 € pour un véhicule Diesel et 944 € dans le cas d’un moteur essence.
Une voiture électrique nécessite moins d'entretien qu'une voiture thermique, du fait d'un nombre bien moins important de pièces en mouvement (pas de vidange, etc.) : une enquête de l'association de consommateurs Consumer Reports montre qu'en 2020 le budget réparation et entretien des voitures électriques est divisé par deux par rapport aux modèles thermiques équivalents ; l'économie atteint en moyenne 4 600 $ (3 900 €) sur la durée de vie du véhicule.
Une étude publiée par Bloomberg Energy Finance en mai 2021 prévoit que le prix de vente des voitures électriques sera inférieur à celui des voitures thermiques à partir de 2025 pour les utilitaires électriques légers, 2026 pour les utilitaires lourds, les voitures moyennes (segment C) et petites (segment B) et 2027 pour les citadines du segment D.
Une étude publiée en avril 2023 par l'association des constructeurs européens d'automobiles (ACEA) révèle une nette corrélation entre le revenu moyen par pays et le pourcentage des immatriculations de voitures électriques. Alors que les voitures électriques et hybrides représentent 21,6 % des immatriculations dans l’Union Européenne en 2022, elles n’ont qu’une part de marché de 9 % ou moins dans plus de la moitié des États membres. Les parts de marché les plus élevées (plus de 30 %) sont concentrées dans seulement cinq pays d’Europe du Nord et de l’Ouest, où le revenu net annuel dépasse 32 000 € : Suède (56,1 % de VE, 35 486 €), Danemark, Finlande, Pays-Bas, Allemagne (31,4 %, 32 850 €). Les cinq pays ayant la part la plus faible de voitures électriques ont des revenus faibles : Slovaquie (3,7 %, 10 985 €), Tchéquie, Bulgarie, Pologne (5,0 %, 10 782 €), Croatie.
En juillet 2023, Carlos Tavares, directeur général du groupe automobile Stellantis, déclare qu'il est impossible de produire de façon rentable des petites voitures électriques en France. Il estime qu'« avec la voiture électrique, l’Europe a déroulé le tapis rouge aux constructeurs chinois ».
Dans son rapport de 2024, l'AIE observe que 60 % des modèles de voitures électrifiées vendues en Chine le sont à un prix inférieur aux concurrentes à essence ou Diesel, mais c'est encore loin d'être le cas en Europe et aux États-Unis.
Selon un rapport de Bloomberg publié mi-2024, la production de batteries en Chine est déjà supérieure à la demande mondiale de voitures électriques ; le taux moyen d'utilisation des capacités des usines de batteries en Chine est tombé de 51 % en 2022 à 43 % en 2023, et devrait encore baisser en 2024. Cette surcapacité, combinée avec la baisse du coût des matières premières depuis le début de 2023, explique la forte baisse de prix des batteries : les cellules de batteries lithium-fer-phosphate (LFP) se vendent désormais à 53 $/kWh contre 95 $/kWh en 2023. Grâce à cette chute de prix, 65 % des modèles électriques disponibles en Chine sont moins coûteux que leurs équivalents à moteur à combustion interne. Il faudra quelque temps pour que cette baisse de prix se répercute hors de Chine, mais cela se produit déjà partiellement,.

### Coût des batteries
L’étude annuelle de Bloomberg New Energy Finance (BNEF) révèle qu'en 2022, pour la première fois en dix ans, le prix moyen des batteries repart à la hausse, à 151 $/kWh, soit +7 %. BNEF prévoit qu'il ne baissera pas encore en 2023, mais seulement en 2024, et que le seuil de 100 $/kWh ne sera atteint qu'en 2026,. En fait, le prix moyen des batteries tombe au-dessous de 100 $/kWh dès octobre 2023 en Chine, et à mi-2024 les prix des packs LFP sont à 75 $/kWh et ceux des cellules LFP à 53 $/kWh,.
L'étude annuelle BNEF révèle en janvier 2020 que le prix moyen des ensembles de batteries a baissé de 13 % en 2020, passant de 157 $/kWh en 2019 à 137 $/kWh en 2020. Entre 2013 et 2020, le coût moyen des packs batteries a été divisé par 5. BNEF rapporte même avoir observé des tarifs inférieurs à 100 $/kWh pour certains packs utilisés à bord de bus électriques chinois.
L'étude 2019 de BNEF, comparant les prix d’achat des véhicules électriques et ceux des voitures équivalentes à moteur thermique, prévoit en avril 2019 qu’en Europe les véhicules électriques ne seront pas plus onéreux que leurs semblables thermiques dès 2022, alors que l'étude de 2017 prévoyait ce seuil pour 2026 et en 2018 pour 2024. Cette évolution est surtout due à la réduction spectaculaire des prix des batteries : leur part dans le coût de production d'une voiture américaine de taille moyenne était de plus de 57 % en 2015 ; en 2019, elle est passée à 33 % et en 2025 elle devrait tomber à 20 %. Une baisse de 25 à 30 % est également prévue sur les coûts du groupe motopropulseur électrique. En décembre 2019, une actualisation de cette étude révèle que le prix moyen par kWh des batteries de traction lithium-ion est de 156 $ (140 €) en 2019, en baisse de 87 % par rapport à 2010. Il prévoit que le seuil des 100 $ (90 €) sera franchi en 2023 et que ce prix pourrait descendre à 61 $ (55 €) par kilowatt-heure en 2030. Selon l’indice de Bloomberg New Energy Finance, une batterie lithium-ion a coûté en moyenne 540 $/kWh au premier semestre 2014, en baisse de 20 % en deux ans, et les prix de situaient autour de 1 000 $/kWh en 2010.
En novembre 2019, le PDG de Volkswagen, Herbert Diess, révèle que le coût de fabrication de la Volkswagen ID.3 est inférieur de 40 % à celui de la précédente génération de Golf électrique (ou e-Golf). La plus grande partie de cette baisse vient des cellules et des batteries, 5 à 10 % venant de l’utilisation d’une usine spécifique pour véhicules électriques.
Selon une étude menée par les chercheurs du Stockholm Environment Institute, publiée dans Nature Climate Change, les prix des batteries lithium-ion pour les véhicules électriques ont baissé, entre 2007 et 2014, au rythme de 14 % par an, passant de 1 000 $/kWh (880 €/kWh) à environ 410 $/kWh (360 €/kWh). L'Agence internationale de l'énergie (AIE), dans ses projections, prédisait qu'un tel niveau ne serait atteint qu'en 2020.
En 2016, deux nouvelles usines de batteries pour voitures électriques ont été annoncées en Europe : Samsung en Hongrie (50 000 batteries par an en 2018) et LG en Pologne (229 000 batteries par an) ; Nissan dispose déjà d'une usine à Sunderland au Royaume-Uni et Panasonic d'une autre à Bratislava en Slovaquie.
Dans une étude publiée le 28 novembre 2016, le Bureau européen des unions de consommateurs (BEUC) prédit que les voitures électriques à batterie deviendront compétitives par rapport aux voitures thermiques (à essence ou au Diesel), grâce à la baisse des coûts des batteries, d'ici la fin des années 2020, si l'on considère le coût total de possession, qui comprend le coût d'achat et le coût d'utilisation du véhicule sur toute sa durée de vie. Les subventions ne seront donc plus nécessaires en 2030 et pourront être fortement réduites dès 2020.
Renault prévoit qu'en 2022, la profitabilité du véhicule électrique sera au niveau moyen de celle du groupe, soit une marge opérationnelle de 7 %. Ses ventes de véhicules électriques s'élèveront alors à 250 000 véhicules par an contre 26 500 véhicules en 2016 et 40 000 véhicules prévus en 2017. Le coût des batteries devrait baisser de 30 % avant 2022 et celui du moteur électrique de 20 %.

### Coût des réparations
En 2023, une entreprise de logiciel de gestion de réparations de voitures publie des statistiques comparant les coûts des réparations de véhicules accidentés. Le coût de réparation moyen pour une voiture thermique est de 4 205 dollars et, pour une voiture électrique (hors Tesla), de 4 474 dollars. Cependant, pour une Tesla, le coût de réparation moyen s'élève à 5 552 dollars, un prix plus élevé qui, selon l'étude, est dû à la présence dans le véhicule de technologies dont celles concernant la sécurité et la connectivité.

### Droits d'émissions
Fiat Chrysler Automobiles a acheté à Tesla des crédits CO2 à hauteur de 594 millions de dollars américains en 2019 et de 1,58 milliard en 2020. Toutefois, après la fusion avec Groupe PSA dans Stellantis, producteur de véhicules électriques, ces crédits pourraient ne pas être renouvelés.

## Consommation de ressources

### Électricité
Une importante flotte de véhicules électriques rendra l'ajustement offre-demande d'électricité plus délicat, si tous sont rechargés simultanément lors de la pointe de consommation électrique journalière, mais devrait demander un accroissement de la production électrique modéré si la recharge « intelligente » est adoptée par des véhicules-réseau,.
Selon l'Agence internationale de l'énergie, en 2030, les voitures électriques devraient consommer un peu moins de 4 % de la production mondiale d'électricité, le parc de véhicules électriques étant encore faible.
En France, selon RTE, un parc électrifié à 40 %, soit 15 millions de véhicules électriques, représenterait ainsi +8 % de consommation électrique ; le réseau électrique absorberait sans difficulté cet accroissement, s'il est réparti uniformément au fil de la journée,.
Il faudrait que les recharges soient majoritairement lentes, ce qui est le cas en 2020 puisque 90 % des recharges sont effectuées à domicile ou sur le lieu de travail ; les stations de recharge publiques viennent en complément, pour des utilisations occasionnelles.
Les géologues américains Stephen Kesler et Adam Simon estimaient en 2015 qu'« aux États-Unis, si tout le monde remplaçait sa voiture par une Tesla entièrement électrique, la consommation annuelle d’électricité doublerait ».
Les voitures électriques consommeraient de l'énergie même à l'arrêt. Des relevés effectués sur des flottes ont mesuré une consommation moyenne de trois kilowattheures par jour, soit plus de 1 000 kWh/an, due aux communications qu'entretiennent les véhicules avec leur propriétaire et leur constructeur.

### Ressources géologiques
L'Agence internationale de l'énergie (AIE) alerte, dans un rapport intitulé Le rôle des minerais essentiels dans la transition vers les énergies propres publié en mai 2021, sur les risques de pénuries de certains matériaux critiques du fait de la transition énergétique, en particulier du développement des véhicules électriques : il faut compter plus de 200 kg de minerais par véhicule électrique, contre six fois moins pour une voiture thermique. Le dernier n’utilise que du cuivre et du manganèse, alors que six minéraux sont généralement utilisés pour un véhicule électrique : du cuivre et du graphite, mais aussi, pour constituer la batterie, du lithium et parfois du nickel ou du cobalt. De plus, la production d'électricité par l'énergie solaire et surtout par les éoliennes consomme beaucoup plus de matériaux critiques par mégawatt que par les centrales nucléaires, à charbon ou à gaz. Au total, la consommation de ces matériaux sera multipliée par quatre pour atteindre l'objectif de l'accord de Paris et par six pour atteindre la neutralité carbone en 2050. La demande de lithium sera multipliée par 42 en 2040 par rapport à 2020, celle de graphite par 25, celle de cobalt par 21, celle de nickel par 19 et celle de terres rares par sept. L'AIE préconise la diversification des approvisionnements, la constitution de stocks stratégiques, le développement de la filière de recyclage, la recherche de technologies innovantes pour remplacer certains matériaux et la recherche d’autres possibilités d’approvisionnement.
La Fédération européenne pour le transport et l'environnement estime au contraire que grâce aux progrès techniques et au recyclage, peu de contraintes pèsent sur la fabrication des batteries, mais son analyse se limite à 2035 et ne prend pas en compte la consommation de matériaux pour la production d'électricité,.
Selon une étude publiée le 31 août 2021 par le Centre énergie & climat de l'Institut français des relations internationales (Ifri), la concentration de la chaîne de valeur autour de la Chine inquiète les pays européens. Par ailleurs, au niveau mondial, le recyclage commence à devenir indispensable.
Une étude de l'Institut mobilités en transition (IMT), une émanation de l'Institut du développement durable et des relations internationales, pour WWF France, conclut que les véhicules « inutilement trop lourds » (gros SUV dotés d'une batterie de 100 kWh) menacent à moyen terme la soutenabilité de la transition écologique en augmentant le risque de pénurie de certaines matières premières, notamment de lithium, de nickel et de cobalt. L'étude propose la suppression du bonus écologique pour les modèles pesant plus de 1,6 tonne. Une autre étude, publiée par l'Institut français des relations internationales (Ifri) en novembre 2023, arrive aux mêmes conclusions : un scénario « sobriété », où la taille du parc automobile diminuerait de 15 % et la taille moyenne des batteries resterait cantonnée à 40 kWh, permettrait à la France de réduire de 38 % en moyenne la demande en lithium, manganèse, cobalt ou cuivre.

#### Lithium
Le lithium est nécessaire à la fabrication des batteries de voitures électriques et hybrides actuelles ; l'approvisionnement en lithium est disponible dans un nombre limité de pays, au sujet desquels le journal argentin La Nación parle de « guerre du lithium ». Le risque de pénurie, en l'état actuel des technologies, est estimé important par plusieurs études. Le cabinet Meridian International Research estimait en 2007 que les réserves ne suffiront pas même au remplacement initial du parc mondial de voitures.
Les réserves de lithium identifiées augmentent d'année en année : les estimations de réserves (gisements techniquement exploitables à des coûts économiquement avantageux) de l'Institut d'études géologiques des États-Unis étaient en février 2023 de 26 Mt (millions de tonnes) et celles de ressources ultimes de 98 Mt. La production mondiale était de 130 000 tonnes en 2022, dont 80 % destinés à la fabrication de piles et batteries (tous usages confondus).
Des alternatives sont recherchées : des batteries sodium-ion pourraient être moins chères et ne pas poser de problème de réserves, mais elles sont encore peu performantes, de même pour les accumulateurs lithium fer phosphate. En juillet 2021, la fabricant de batteries chinois CATL (30 % du marché mondial) présente une nouvelle batterie sodium-ion qui offre une meilleure capacité de recharge et une stabilité thermique améliorée ; la densité énergétique reste toutefois limitée à 160 Wh/kg contre 285 Wh/kg pour une batterie au lithium. CATL promet que la densité de ses batteries au sodium atteindra bientôt 200 Wh/kg. Du fait de ce manque de densité, la technologie sodium-ion pourrait mieux convenir aux véhicules de faible gabarit. CATL présente aussi une batterie mixte qui combine des cellules sodium-ion et des cellules lithium-ion afin de bénéficier des avantages de chaque technologie, l'ensemble étant contrôlé par un algorithme de précision. Le déploiement des batteries sodium-ion a déjà débuté et CATL compte les industrialiser à grande échelle dès 2023. Le producteur de batteries chinois Farasis Energy annonce en août 2022 la construction à Ganzhou d'une usine de batteries sodium-ion d'une capacité annuelle de 30 GWh. Il vendra ses batteries à Jiangling Motors Electric Vehicle (JMEV), une coentreprise chinoise dont Renault est actionnaire majoritaire, pour équiper de batteries de 32 kWh sa prochaine citadine.
Selon une étude du cabinet Adamas Intelligence, la consommation de carbonate de lithium pour la fabrication des batteries des voitures électriques et hybrides rechargeables atteignait 83 500 tonnes en 2020, en progression de 39 % par rapport à 2019. La part de Tesla dans cette consommation mondiale est de 22,4 %, loin devant BYD, Volkswagen et Renault.

#### Terres rares
Les terres rares, qui ne sont ni des terres ni particulièrement rares, sont disponibles en quantité sur tous les continents ; leurs réserves mondiales prouvées étaient estimées par l'Institut d'études géologiques des États-Unis à 120 millions de tonnes en 2019 détenues à 37 % par la Chine, devant le Brésil (18 %), le Vietnam (18 %), la Russie (10 %), l'Inde (6 %), l'Australie (2,8 %), etc. La production mondiale d'oxydes de terres rares s'est élevée à 210 000 tonnes en 2019, dont 132 000 tonnes en Chine (63 %) et 26 000 tonnes aux États-Unis (12 %) ; les réserves assurent donc près de 600 ans de production au rythme actuel, et les ressources ultimes sont beaucoup plus élevées.
Les batteries lithium-ion ne contiennent pas de terres rares. Les batteries NiMH (nickel métal hydrure) des véhicules hybrides de la première génération contenaient une dizaine de kilos de lanthane, avant que cette technologie ne cède la place au lithium-ion. Des terres rares sont présentes dans les moteurs de certaines voitures électriques, principalement les hybrides : néodyme, dysprosium, samarium sont les terres rares les plus utilisées pour fabriquer les aimants permanents qui équipent les moteurs synchrones sans balais ; mais la plupart des voitures électriques, en particulier la Renault Zoe et les Tesla, utilisent une bobine d’excitation au lieu des aimants, et ne contiennent donc pas de terres rares. La nouvelle architecture conçue par BMW pour sa chaîne de traction électrique à partir de 2020 ne contient plus de terres rares.
Les terres rares utilisées dans le monde servent en 2020, pour 26 %, de catalyseurs dans l’industrie du pétrole et dans les pots catalytiques des voitures à moteur thermique. Leur utilisation dans la fabrication d’aimants permanents pour moteurs électriques est l’autre application la plus consommatrice (20 à 23 % des usages), car ils permettent une miniaturisation intéressante des micromoteurs électriques dans l’automobile (lève-vitres, rétroviseurs, sièges réglables…), les ordinateurs, les têtes de lecture des disques durs, les appareils électroménagers, etc..

#### Cobalt
La fabrication d'une batterie de voitures électriques consomme en moyenne 10 kg de cobalt. Certaines n'y ont pas recourt, par exemple les Tesla Model 3 fabriquées en Chine. En 2018, des ingénieurs allemands ont découvert à l'aide de la rétro-ingénierie non seulement que des Tesla Model 3 n'utilisaient pas de terres rares, mais que la teneur en cobalt est passée de 8 % sur une batterie conventionnelle à seulement 2,8 % sur les batteries de ce modèle,.
Plus de 40 % de la production de cobalt est utilisée par le secteur des batteries ; son prix a été multiplié par 3,7 en deux ans (2016-2017), mais, depuis 2019, est revenu à son niveau d'avant cette bulle spéculative. La République démocratique du Congo (RDC) a produit 50 % du cobalt mondial en 2016 et cette proportion pourrait passer à 70 % dans cinq ans. Amnesty International estime qu'en 2016, en RDC, 20 % du cobalt est extrait manuellement, notamment par des enfants ; en 2019 et 2020, selon Jonas Schneiter et Marc Muller, les petites mines illégales et familiales représentent à peine 5 % de la production mondiale de cobalt.
Selon une analyse des chercheurs de l’Institut Helmholtz Ulm (en) (HIU) parue en 2018, l’approvisionnement en cobalt pourrait devenir critique à l’horizon 2050 ; d'ici 2050, la demande de cobalt pour les batteries pourrait être deux fois plus élevée que les réserves identifiées en 2018. L'entreprise chinoise GEM, fournisseur de Contemporary Amperex Technology (CATL), premier fabricant chinois de batteries pour automobiles, a signé en mars 2018 un accord pour l’achat de près d’un tiers de la production de cobalt de Glencore, considéré comme le premier producteur mondial.

#### Nickel
La demande de nickel de qualité supérieure devrait être multipliée par 16 d'ici 2030, d'après Bloomberg, pour moitié pour les batteries de voitures. Une part croissante des voitures électriques n'en utilisent pas, en particulier celles qui utilisent les batteries lithium-fer-phosphate (LFP), comme les Tesla Model 3 ou la future Renault R5. La part de marché des batteries LFP atteignait 52 % en 2021, et leur part dans les capacités planifiées de production de cathodes en Chine et Corée du sud atteint 64 %.

## Impact environnemental

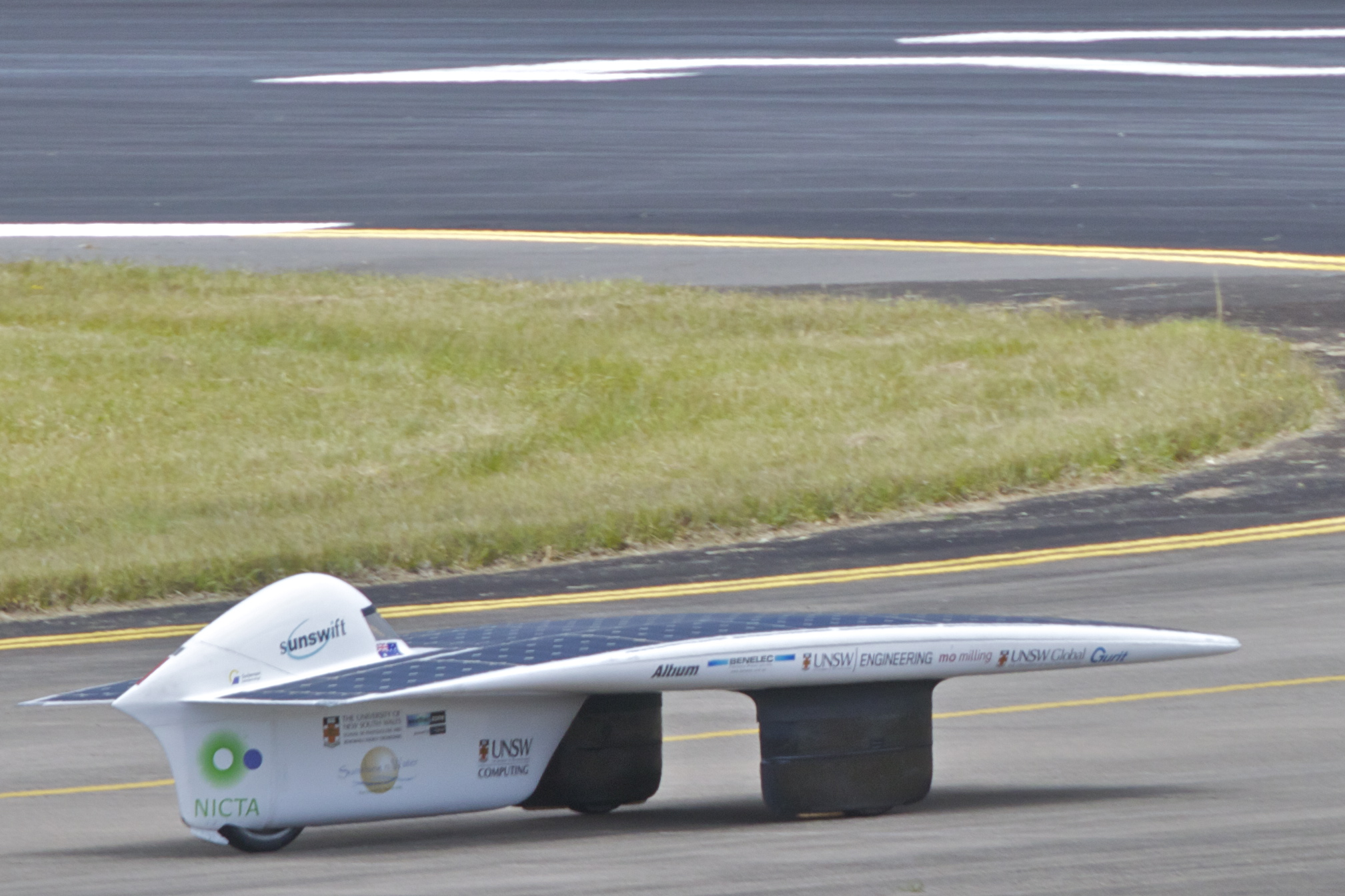
La Sunswift IV, une voiture solaire construite par une équipe de l'Université de Nouvelle-Galles du Sud pour participer au World Solar Challenge 2009.

Produire un équipement consomme des ressources et est source de pollution. Comparer divers systèmes requiert le recours à une analyse du cycle de vie : fabrication, utilisation et déconstruction/recyclage. La part d'énergie requise pour la fabrication d'un objet est ainsi appelée « énergie grise ».
La fabrication de tout objet technique est source de pollutions. Spécifiquement, le véhicule électrique présente des impacts environnementaux en lien avec les accumulateurs (production, recyclage et élimination) et, selon le cas, de la pile à combustible et du carburant de celle-ci, ou de la production d'électricité supplémentaire.
L'ingénieur et essayiste français Laurent Castaignède assimile la promotion de la voiture électrique à de l'écoblanchiment et décrit son émergence comme « une nouvelle dépendance énergétique, verdie, sur fond de croissance économique jusqu’au-boutiste »[source insuffisante].

### Empreinte carbone
La nature et l'ampleur des émissions de gaz à effet de serre dépendent principalement du type d'énergie primaire utilisée dans la fabrication du véhicule et pour produire l'électricité (ou le carburant pour la pile à combustible) qu'il consomme. On évalue généralement les « émissions évitées » par le développement des véhicules électriques en se fondant sur leurs caractéristiques techniques, mais c'est oublier que ces émissions sont aussi fortement déterminées par le régime de régulation des émissions. Ainsi, les émissions du secteur électrique sont-elles soumises au système des quotas alors que la consommation de carburant dans les véhicules ne l'est pas. En conséquence, la mise sur le marché de voitures électriques en remplacement de véhicules conventionnels fait supporter (au moins en partie) par l'automobiliste le coût écologique des émissions de ces dernières, indépendamment des mérites techniques de ces véhicules.
Concernant ses aspects technologiques, le bilan écologique varie beaucoup selon la durabilité de l'énergie primaire utilisée (charbon, éolien, gaz, hydraulique, nucléaire, pétrole, solaire...). Il varie aussi selon la saison et le mode de recharge (rapide de jour ou lente de nuit, en hiver ou en été, la production électrique sollicitée diffère). Il serait donc trompeur de s'en tenir à la composition moyenne du parc de production électrique ou à la « technologie marginale » (celle qui est activée pour répondre à la pointe de demande). Massiani et Weinmann ont évalué les modalités de calcul, sur la base d'une approche pivotale ils estiment les émissions moyennes à 80 g/km en 2020 en Allemagne.
L'Agence de l'environnement et de la maîtrise de l'énergie estime en octobre 2022 que l’électrification du parc automobile est un « levier incontournable » pour décarboner les transports, bien que la voiture électrique ne soit pas neutre en carbone. Afin d'optimiser son bilan carbone, l'Ademe recommande de ne pas dépasser une capacité de batterie de 60 kWh ; à cette condition, « une voiture électrique roulant en France a un impact carbone deux à trois fois inférieur à celui d’un modèle similaire thermique » ; par contre, un SUV électrique tel que le Ford Mustang Mach-E ou le Porsche Taycan n'a un intérêt environnemental qu'après au moins 100 000 km. L'Ademe recommande de recharger à domicile et d'éviter la recharge rapide : le prix de revient en électricité est d'environ 10 € pour 300 km, contre 30 € avec un véhicule thermique, mais en recharge rapide il serait de 40 €. De plus, les bornes de recharge rapide posent d'importants problèmes en matière d’infrastructure et de demande d’électricité. Pour les grands trajets, l'Ademe recommande les transports collectifs, notamment le train,,.
Un rapport de l’International Council on Clean Transportation (ICCT) publié en juillet 2025 précise que, sur l’ensemble de leur cycle de vie, les voitures électriques vendues en Europe émettent en moyenne 73 % d’émissions de gaz à effet de serre en moins que des voitures à essence. De plus, leurs émissions ont baissé de 24 % par rapport à la précédente étude de 2021, grâce à la montée en puissance des énergies renouvelables et à la meilleure efficacité énergétique des véhicules électriques. Les voitures hybrides et hybrides rechargeables ne permettent qu’une réduction modeste des émissions sur l’ensemble de leur durée de vie : respectivement 20 et 30 %. La « dette carbone » des électriques est amortie après environ 17 000 km,.

### Émissions de dioxyde de carbone
Une enquête réalisée par l’université technique d'Eindhoven (TU/e), pour le compte du groupe parlementaire vert néerlandais conclut que les voitures électriques ont un bilan CO2 plus léger de 50 à 80 % par rapport aux modèles Diesel ou à essence similaires. La fabrication d’une voiture électrique pèse plus lourd en bilan carbone : 32 gCO2éq/km pour la Mercedes Classe C 220d, contre 51 gCO2éq/km pour la Tesla Model 3, dont 23 grammes pour la batterie de 75 kWh de capacité énergétique. Par contre, l’énergie utilisée, y compris celle nécessaire à produire le gazole et l’électricité, pèse respectivement 228 et 40 gCO2éq/km pour la Mercedes et la Tesla. Autre comparaison : une Volkswagen e-Golf 36 kWh émet 78 gCO2éq/km contre 168 gCO2éq/km pour une Toyota Prius 1,8 L de 2020, soit 54 % de moins. Les études publiées antérieurement avec des conclusions contraires avaient utilisé des données obsolètes sur les émissions dues à la production des batteries, ne prenant pas en compte la croissance des énergies renouvelables dans le mix énergétique européen ; elles avaient de plus sous-estimé la durée de vie des batteries et oublié de prendre en compte le CO2 émis lors de l’extraction, du transport et du raffinage du pétrole brut, et reposaient sur les consommations d’essence et de gazole communiquées par les constructeurs, inférieures de 25 à 40 % aux réalités du terrain.
Volkswagen annonce en 2019, pour la production de sa future gamme de voitures électriques ID.3, un programme visant la neutralité carbone de l'ensemble du cycle de vie : 100 % d’énergie renouvelable pour produire la batterie, 100 % d’énergie verte pour l’usine de Zwickau qui produira l’ID, offre de recharge Elli via une électricité renouvelable principalement obtenue de centrales hydroélectriques, des boucles de recyclage notamment pour les batteries ; les émissions inévitables seront compensées par des investissements dans des projets de compensation carbone, tels que le reboisement.
Un rapport publié en avril 2020 par la Fédération européenne pour le transport et l'environnement conclut qu'en Europe, les voitures électriques émettent en moyenne près de trois fois moins de CO2 que les voitures thermiques (essence ou Diesel) équivalentes sur l'ensemble de leur cycle de vie : 90 g/km de CO2 contre 253 g/km en essence et 233 g/km en Diesel. Les émissions varient fortement selon les mix électriques de chaque pays : en France, les voitures électriques émettent 55 g/km contre 253 g/km en essence et 233 g/km en Diesel ; en Pologne, les voitures électriques émettent 182 g/km. En 2030, étant donné l'évolution des modes de production de l'électricité et les progrès techniques, les voitures électriques émettraient 53 g/km contre 229 g/km pour les voitures thermiques.
Les émissions de CO2 dues à la production des batteries de véhicules électriques sont évaluées par l’Institut de Recherche Environnementale Suédois (IVL) : en 2017, un premier rapport estimait ces émissions à 150 à 200 kg/kWh de capacité. Pour une Renault Zoe (52 kWh), cela équivalait à 45,5 g/km pour une durée de vie de batterie modeste de 200 000 km. Une nouvelle étude publiée en décembre 2019 annonce des émissions en forte baisse, car les usines de batteries ont augmenté leur rendement et tournent à plein régime : 61 à 106 kg/kWh ; pour une Zoe, les émissions par kilomètre tombent donc à 21,7 g/km. Le développement d'usines de batteries en Europe permettra d'utiliser une énergie moins fossile.
Selon une étude conjointe d’universitaires chinois et américains publiée en avril 2018, les habitudes de recharge des utilisateurs de véhicules électriques chinois ont pour conséquence d’augmenter les émissions polluantes, car la plupart d'entre eux privilégieraient la recharge rapide pendant les heures de pointe ; or ce comportement sollicite davantage les centrales à charbon au détriment des énergies renouvelables, lors des pics de consommation. Pour diminuer la pollution indirecte des véhicules électriques, les chercheurs recommandent de les recharger lentement, en plusieurs heures, le soir ou en heures creuses en journée et sur les lieux de travail. L’étude insiste également sur l’utilité des autobus électriques, bien moins polluants que les moyens de transports individuels.
Une étude de 2017 sur les effets climatiques, menée par des chercheurs de la Vrije Universiteit Brussel, estime que, sur l'ensemble de son cycle de vie, les émissions de CO2 d'une voiture électrique sont, en moyenne européenne, inférieures de 55 % à celles d'un véhicule Diesel. Ce ratio dépend beaucoup des sources de la production de l'électricité (voir les chapitres précédents) et de la durée de vie globale du véhicule. En Belgique, le gain d'émissions apporté par la voiture électrique est de 65 %, en France de 80 % et en Suède de 85 %.
Une étude publiée en avril 2017 par l'Institut japonais d'économie de l'énergie montre que les véhicules électriques fabriqués en Chine émettent, pour la plupart, moins de gaz à effet de serre que les véhicules à essence, malgré la composition actuelle du parc chinois de centrales électriques dominé à 73 % par le charbon ; il prévoit de plus une amélioration de cet avantage avec la décarbonation progressive de la production d'électricité.
L'énergie grise d'une voiture électrique est plus élevée que celle d'un véhicule thermique du fait de sa batterie : selon une étude publiée en 2016 en France, menée par la Fondation pour la nature et l'homme avec la collaboration de plusieurs ONG et des acteurs institutionnels (ADEME, RTE) et privés, les émissions de CO2 sur le cycle de vie d'une voiture électrique citadine sont de 10,2 tCO2éq pour la production et le recyclage (énergie grise) plus 2,1 tCO2éq en phase d'usage contre 6,7 tCO2éq plus 26,5 tCO2éq pour une voiture thermique citadine : malgré son énergie grise supérieure de moitié, la voiture électrique émet au total trois fois moins de CO2. L'Ademe avait déjà montré en 2012 qu'au-delà de 25 000 km, le potentiel de changement climatique de la voiture électrique (c'est-à-dire sa contribution à l'effet de serre) est inférieur à celui des voitures thermiques en France. Par contre en Allemagne, du fait du mix énergétique moins décarboné, une voiture électrique devrait atteindre 40 000 km pour être moins émettrice de gaz à effet de serre qu'une automobile à essence et plus de 80 000 km par rapport à une automobile Diesel.
Les émissions de CO2 au cours du cycle de vie sont réduites en moyenne de 40 à 50 % par rapport à celles des voitures thermiques ; cette réduction est proche de 90 % dans les pays où la production d'électricité est presque entièrement décarbonée, tels que la Norvège et la France, et atteint tout de même 15 % en Chine en 2015, où le charbon occupe encore une place prépondérante dans le mix électrique, ; les incertitudes sur les évolutions des batteries (en particulier sur leur durée de vie, leur technologie, leur réutilisation éventuelle et leur recyclage) entachent toutefois ces prévisions.

### Pollution de l'air
À l'utilisation, le véhicule participe à l'impact environnemental du transport routier,. En font notamment partie la pollution due au bitume et aux sels de déneigement, la pollution de l'air aux particules fines et microplastiques due à l'usure des pneus, des freins et de la chaussée, la nécessité d'un réseau de routes, parkings et autres infrastructures coûteux, consommateur d'espace et facteur de fragmentation écologique, les accidents de la route, la mortalité animale, la pollution lumineuse par les voies éclairées plus que par l'éclairage embarqué, etc.
En particulier, en raison de leur poids élevé, les voitures électriques présentent une usure des pneus globalement plus élevée que celle des voitures thermiques. En revanche, le recours au freinage régénératif limite l'usure des freins,.
Un véhicule électrique n'émet pas de polluants atmosphériques liés à la combustion, la pollution étant délocalisée sur les sites de production électrique au cas où ils utilisent des combustibles fossiles ; toutefois, on conserve les émissions locales de particules fines PM10 d'un véhicule qui proviennent du revêtement routier, de l’abrasion des pneus et des freins, le freinage régénératif permettant de les diminuer.
Une étude indépendante menée en 2014 par Transport & Mobility, une spin-off de l'université catholique de Louvain (KU Leuven), révèle que la voiture électrique produit à peine moins de particules fines qu'une nouvelle voiture à essence. Cela s'explique partiellement par une usure plus rapide des freins et des pneus sur la route, du fait du poids supplémentaire des batteries. Cette usure reste faible, grâce au système de récupération d'énergie au freinage, à l'augmentation de la densité énergétique des batteries (qui représentent 10 à 15 % du poids total du véhicule) et aux incitations à rouler de manière douce (pour augmenter l'autonomie du véhicule en anticipant les ralentissements). En revanche, la voiture électrique n'émet pas d'oxyde d'azote, ce qui amène les auteurs de l'étude à conclure qu'elle est plus écologique que les voitures à moteur Diesel.
Un rapport publié en décembre 2020 par l'OCDE compare les émissions de particules « hors échappement » des voitures électriques à celles des voitures thermiques : si les systèmes de freinage régénératifs des voitures électriques réduisent l’usure des freins, les émissions issues de l’usure des pneus, de la route et de la remise en suspension des particules demeurent une réalité sur les véhicules électriques. Les émissions de particules PM10 (diamètre inférieur à 10 µm) des voitures électriques sont inférieures de 5 à 19 % à celles d’un véhicule thermique, mais celles de PM2,5 (diamètre inférieur à 2,5 µm), inférieures de 11 à 13 % pour les petites voitures électriques, sont plus élevées de 3 à 8 % pour les véhicules à grande autonomie, handicapés par leurs grosses batteries. L'OCDE recommande donc de diminuer le recours à la voiture individuelle en privilégiant d’autres modes de transport (bus, marche, vélo, etc.) et en instaurant de nouvelles taxes ainsi qu’une redevance basée sur le kilométrage parcouru pour limiter les usages ainsi que sur le poids des véhicules. Diverses pistes d'améliorations techniques sont également évoquées.
En avril 2022, un rapport de l'ADEME « ne note pas un écart significatif d’émissions totales de particules entre les véhicules électriques à forte autonomie et les véhicules thermiques neufs actuels qui n’émettent quasiment plus de particules à l’échappement », mais précise que « les véhicules thermiques émettent des oxydes d’azote et des composés organiques volatils qui peuvent contribuer, suivant les conditions atmosphériques, à la formation de particules secondaires, ce qui n’est pas le cas des véhicules électriques »,.
Une enquête de l'école de médecine de l’université du Sud de la Californie montre que les visites aux urgences liées à l’asthme ont diminué dans les localités où les ventes de voitures électriques étaient plus importantes : pour chaque tranche de 20 immatriculations pour 1 000 habitants, les visites à l’hôpital ont baissé de 3,2 %.

### Risques d'incendie
L'incendie du cargo Fremantle Highway au large des Pays-Bas, le 25 juillet 2023, a été attribué à tort, par une rumeur partie d’un employé de l’armateur, à des véhicules électriques transportés par ce navire. Les inspections ont permis de montrer que les ponts inférieurs sont pratiquement intacts, que les conteneurs dans lesquels étaient stockés les véhicules électriques sont en bon état et que seuls les ponts supérieurs, sur lesquels il n’y avait pas de voitures électriques, sont très endommagés. Selon l’International Union of Marine Insurance (IUMI), « les véhicules électrifiés ne constituent pas une préoccupation majeure ». La Swedish Civil Contingencies Agency a étudié les incendies automobiles de 2022 et conclu que les véhicules électriques seraient « 20 fois moins susceptibles de prendre feu que les voitures à essence ou diésel ». Le Conseil national de la sécurité des transports des États-Unis constate également en 2022 que les voitures thermiques sont dix fois plus susceptibles de subir un incendie que les électriques.
En avril 2025, Hyundai présente une batterie équipée d'un extincteur intégré capable d’éteindre un incendie à un stade précoce : un agent extincteur est libéré dans les cinq minutes suivant l’inflammation initiale.
À la suite d'un accident très médiatisé impliquant une voiture électrique de Xiaomi ayant pris feu après une collision le 29 mars 2025, le ministère chinois de l’Industrie et des Technologies de l’information (MIIT) institue de nouvelles normes de sécurité nationales au sujet des batteries de voitures électriques. À compter de juillet 2026, la réglementation GB38031-2025, baptisée « Safety Requirements for Power Batteries of EV », exigera que les batteries ne provoquent plus d’incendie ou d’explosion, même en cas d’emballement thermique. Une série de tests sera effectuée avant la commercialisation des packs.

### Efficacité énergétique

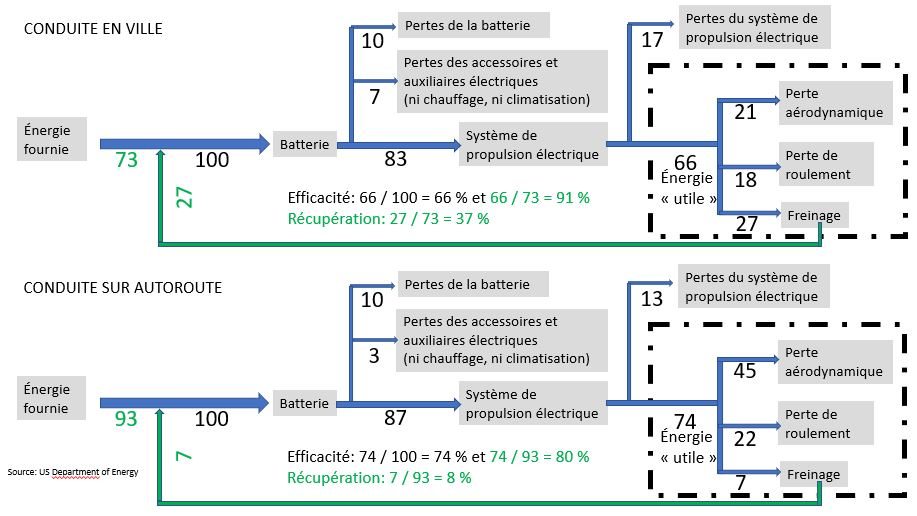
Flux d'énergie dans les voitures électriques en ville et sur autoroute (récupération en vert),.

Efficacité énergétique des voitures thermiques en ville et sur autoroute.

Le moteur électrique ne consomme pas d'énergie lorsqu'il n'est pas sollicité en propulsion, que le véhicule soit à l'arrêt ou pas ; de plus, il se mue en générateur électrique lors des ralentissements, permettant de récupérer une partie de l'énergie cinétique du véhicule par freinage régénératif ; l'électricité ainsi produite est stockée dans la batterie en vue de sa réutilisation pour la traction ou les accessoires .
Le rendement d'un véhicule électrique atteint 50 % sur électricité consommée (50 % de la centrale aux roues, en tenant compte du rendement du moteur, de celui du stockage, du chauffage, de la climatisation et des pertes du réseau électrique), qu'il faut diminuer du rendement des centrales électriques ; le freinage régénératif permet en revanche d'augmenter de 17 points ce rendement. Pour comparaison, le rendement sur carburant consommé d'un moteur thermique atteint lui 13 à 20 % (cf. schéma ci-contre), hors freinage régénératif dans le cas d'une hybridation.

### Extraction des ressources
Les effets sur le climat constituent la plus grande partie du bilan global, mais d'autres ressources sont également absorbées, notamment de grosses quantités d’eau nécessaires au procédé d’extraction, rendant des écosystèmes très vulnérables, ainsi que les populations qui en dépendent. En outre, l'extraction des matériaux nécessaires introduit des produits chimiques dans les systèmes hydrauliques.
Concernant les terres rares, voir la section « Terres rares ».

### Fin de vie et recyclage
Les composants fonctionnels doivent être recyclés, ce qui implique un coût tant en énergie qu'en recyclage de matières polluantes. Le recyclage est indispensable dans tous les cas en raison de la nature des matériaux utilisés pour la construction des deux systèmes : plomb, nickel et autres métaux lourds dans le cas des accumulateurs, métaux et produits chimiques pour les piles à combustible. D'après une étude américaine sur les batteries lithium-ion citée par l'Association pour l'Avenir du Véhicule Electro-Mobile (Avem) en 2013, « les packs batteries peuvent être utilisés durant une période variant de 5 à 20 ans en fonction de nombreux facteurs » ; d'autres sources font état d'une durée de vie de 9 à 13 ans.
Depuis 2006, il est obligatoire de recycler au moins 50% de la masse des batteries Li-ion dans l'Union européenne.
Un rapport publié en 2017 estime la capacité de stockage des batteries de véhicules électriques recyclées à 8 TWh/an en 2030 et 37 TWh/an en 2040 ; elles pourraient alors jouer un rôle majeur dans la compensation de l'intermittence des productions éoliennes et solaires, ou servir pour des usages d'autoconsommation.
En mai 2022, la société norvégienne Hydrovolt, créée par Hydro et Northvolt, inaugure son usine de recyclage de batteries, capable de traiter 12 000 tonnes de batteries par an, soit environ 25000 batteries de voitures électriques. Elle affirme pouvoir récupérer 95 % des matériaux utilisés dans ces batteries. Northvolt espère ainsi parvenir en 2030 à produire des batteries composées à 50 % de matériaux recyclés.

#### Japon
Nissan lance en mars 2018 un programme de remplacement des batteries de la Leaf. Les propriétaires pourront échanger leur pack usé contre un pack reconditionné à des tarifs avantageux : 650 000 yens (4 954 €) pour le pack de 24 kWh, 800 000 yens (6 091 €) pour 30 kWh et 820 000 yens (6 243 €) pour 40 kWh.

#### Europe
Depuis 2006, la loi (Directive 2006/66/CE du Parlement Européen et du Conseil du 6 septembre 2006 relative aux piles et accumulateurs) impose aux sociétés automobiles de recycler au moins 50 % de la masse des batteries lithium-ion.
Depuis juillet 2023, un règlement relatif aux batteries et aux déchets de batteries prévoit des niveaux minimaux obligatoires de contenu recyclé pour les batteries industrielles, les batteries SLI et les batteries de véhicules électriques. Ces niveaux sont initialement fixés à 16 % pour le cobalt, à 85 % pour le plomb, à 6 % pour le lithium et à 6 % pour le nickel.

### Comparaison avec les e-carburants
Une étude de l'Institut de Potsdam pour la recherche sur les effets du changement climatique, publiée en mai 2021 dans Nature Climate Change, conclut que l’énergie nécessaire pour fabriquer l’hydrogène ou les e-carburants synthétiques sera toujours supérieure à celle nécessaire pour alimenter les voitures électriques. Selon son auteur, les carburants à base d’hydrogène peuvent être d’excellents vecteurs d’énergie durable, mais leurs coûts et les risques associés sont également importants. L'étude préconise de donner la priorité de ces nouvelles alternatives aux secteurs inaccessibles à l’électrification directe, comme l’aéronautique.

## Politiques de soutien à la voiture électrique
De nombreux gouvernements ont adopté des politiques de soutien aux véhicules électriques :
| Pays         | Aide (€ par voiture) |
| ------------ | -------------------- |
| Danemark     | 15 260               |
| Corée du Sud | 10 350               |
| Irlande      | 10 000               |
| Chine        | 7 221                |
| France       | 6 300                |
| Royaume-Uni  | 6 022                |
| Japon        | 5 976                |
| États-Unis   | 5 512                |
| Espagne      | 5 500                |
| Allemagne    | 4 000                |
| Italie       | 3 000                |
| Portugal     | 519                  |

Des aides sont accordées également à la conversion d'un véhicule en électrique.
En 2024, l’Éthiopie est devenue le premier pays au monde à interdire l’importation de véhicules non électriques sur son territoire. Mais le pays n'est pas prêt : approvisionnement irrégulier en électricité, pénurie de pièces détachées, manque d’infrastructures de recharge et de mécaniciens qualifiés capables de réparer les véhicules électriques.
En 2025, l'Arabie saoudite se fixe un objectif de 30 % de véhicules électriques sur ses routes à l'horizon 2030 contre à peine plus de 1 % en 2024. Son fonds souverain, le Public Investment Fund (PIF), est devenu le premier actionnaire du constructeur américain Lucid Group et a lancé sa propre marque sur son marché domestique, Ceer. En avril 2025, la compagnie pétrolière nationale Aramco signe un contrat de coopération avec le leader mondial des véhicules électriques, le chinois BYD.

## Détracteurs
Des détracteurs de la voiture électrique, candidats de droite et d'extrême-droite aux élections européennes de 2024, proposent d’annuler l’arrêt des ventes des véhicules neufs à essence en 2035 pour protéger l’industrie automobile. Mais les constructeurs automobiles rejettent cette proposition qui compromettrait les investissements déjà réalisés et laisserait le champ libre aux nouvelles marques chinoises prêtes à importer des voitures à batterie à prix imbattables.
Le renouvellement de la Commission européenne ne remet pas en question la politique climatique : le nouveau commissaire chargé du climat, Wopke Hoekstra, et celui chargé des transports, Apóstolos Tzitzikóstas, tous deux membres du Parti populaire européen, ont confirmé leur soutien à l'objectif de fin du thermique en 2035.